# Poullan-sur-Mer
Poullan-sur-Mer [pulɑ̃ syʁ mɛʁ] est une commune du département du Finistère, dans la région Bretagne, en France.
Poullan devient Poullan-sur-Mer le 1er janvier 1936.

## Géographie

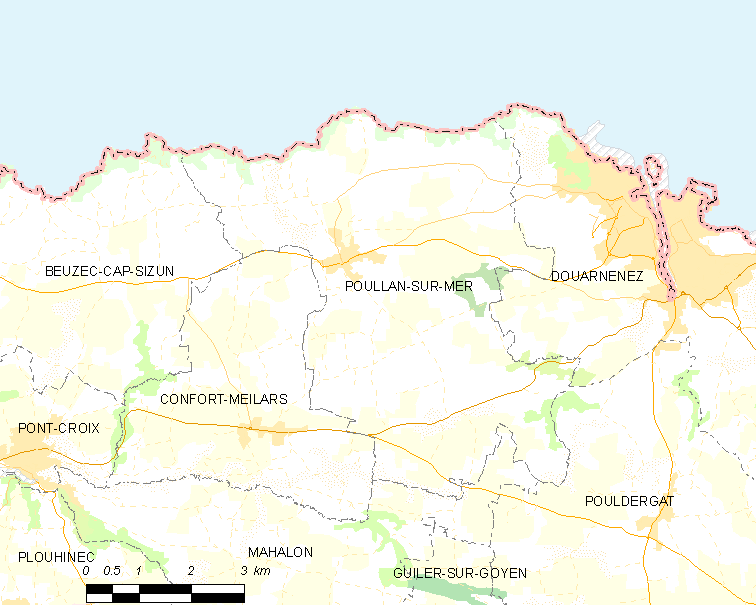
Carte de la commune de Poullan-sur-Mer.

### Situation
Poullan-sur-Mer est située à l'entrée nord-est de la presqu'île du Cap Sizun, en bordure sud de la Baie de Douarnenez. La commune est située entre Douarnenez d'une part, la Pointe du Van et la Pointe du Raz d'autre part, et se trouve à une trentaine de kilomètres à l'ouest de Quimper.
Le bourg est situé à une certaine distance de la côte, sur un plateau : c'est là une caractéristique commune à de nombreuses communes littorales bretonnes (par exemple à Ploaré, Plouhinec, Esquibien, Combrit, Beuzec-Conq, Nizon, etc.), les premiers émigrants bretons fixèrent le centre de leurs plous à l'intérieur des terres, probablement par crainte des pirates saxons.

### Communes limitrophes
| Océan atlantique | Océan atlantique | Océan atlantique |
| Beuzec-Cap-Sizun | Poullan-sur-Mer  | Douarnenez       |
| Confort-Meilars  | Mahalon          | Pouldergat       |

### Relief, végétation et hydrographie

#### Le littoral
Depuis la perte de Tréboul qui était son port, le littoral de Poullan-sur-Mer est constitué de falaises abruptes hautes de 40 à 60 mètres selon les endroits, spectaculaires avec de nombreux rochers impressionnants. Si le littoral, orienté globalement est-ouest, semble relativement rectiligne à petite échelle, il est en fait très d"coupé dans le détail, alternant pointes (la principale étant la pointe de la Jument) et baies, certes peu prononcées (la principale étant celle de Porz Meilh), dans lesquelles se jettent de minuscules fleuves côtiers, en fait de simples ruisseaux, souvent à écoulement intermittent, qui drainent la partie nord du finage communal, mais dont les parties aval échancrent profondément les falaises littorales.

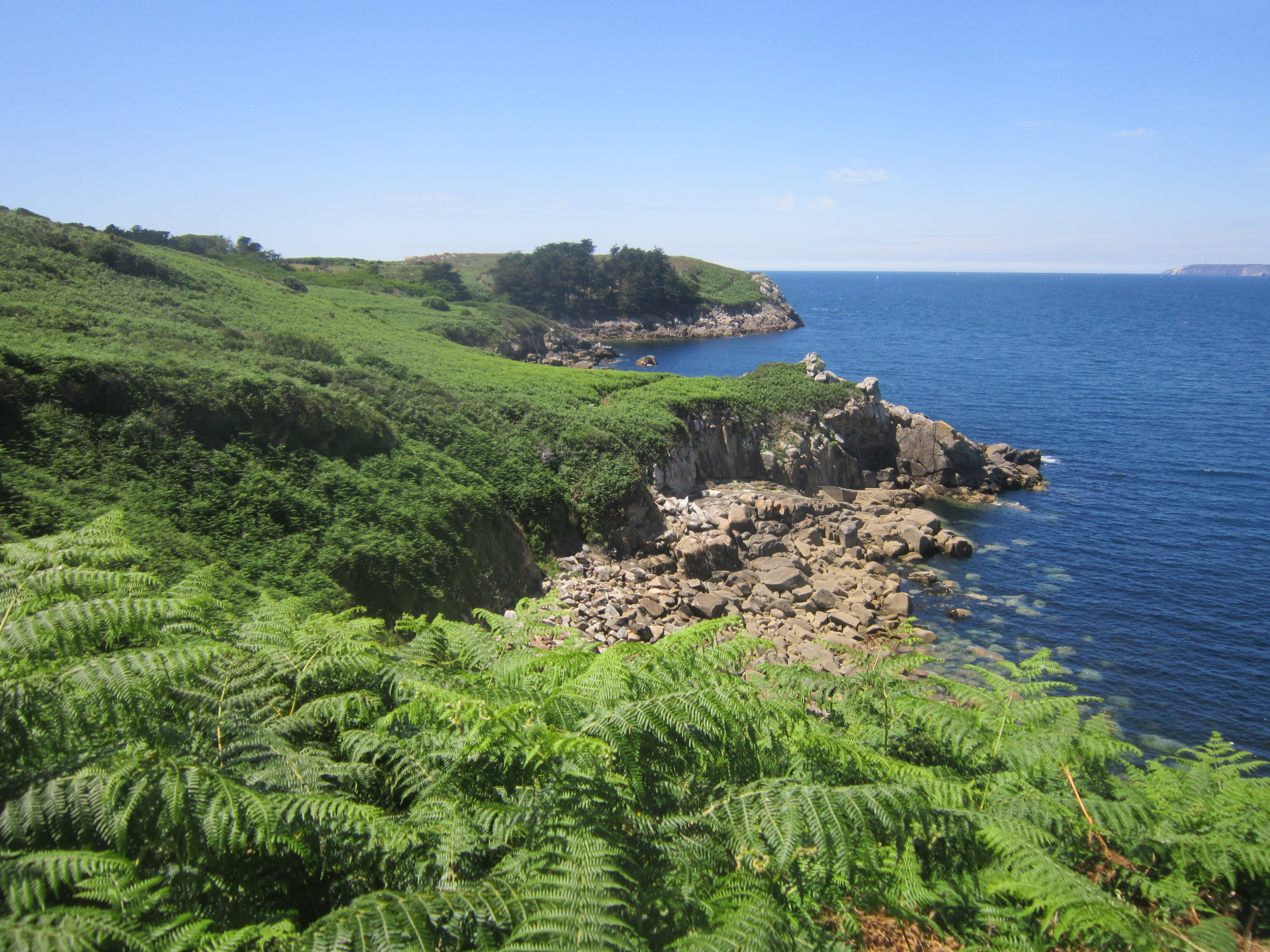
Poullan-sur-Mer : les falaises au nord-ouest de Linguer près de la limite ouest du littoral communal ; à l'arrière-plan la pointe du Millier (en Beuzec-Cap-Sizun).
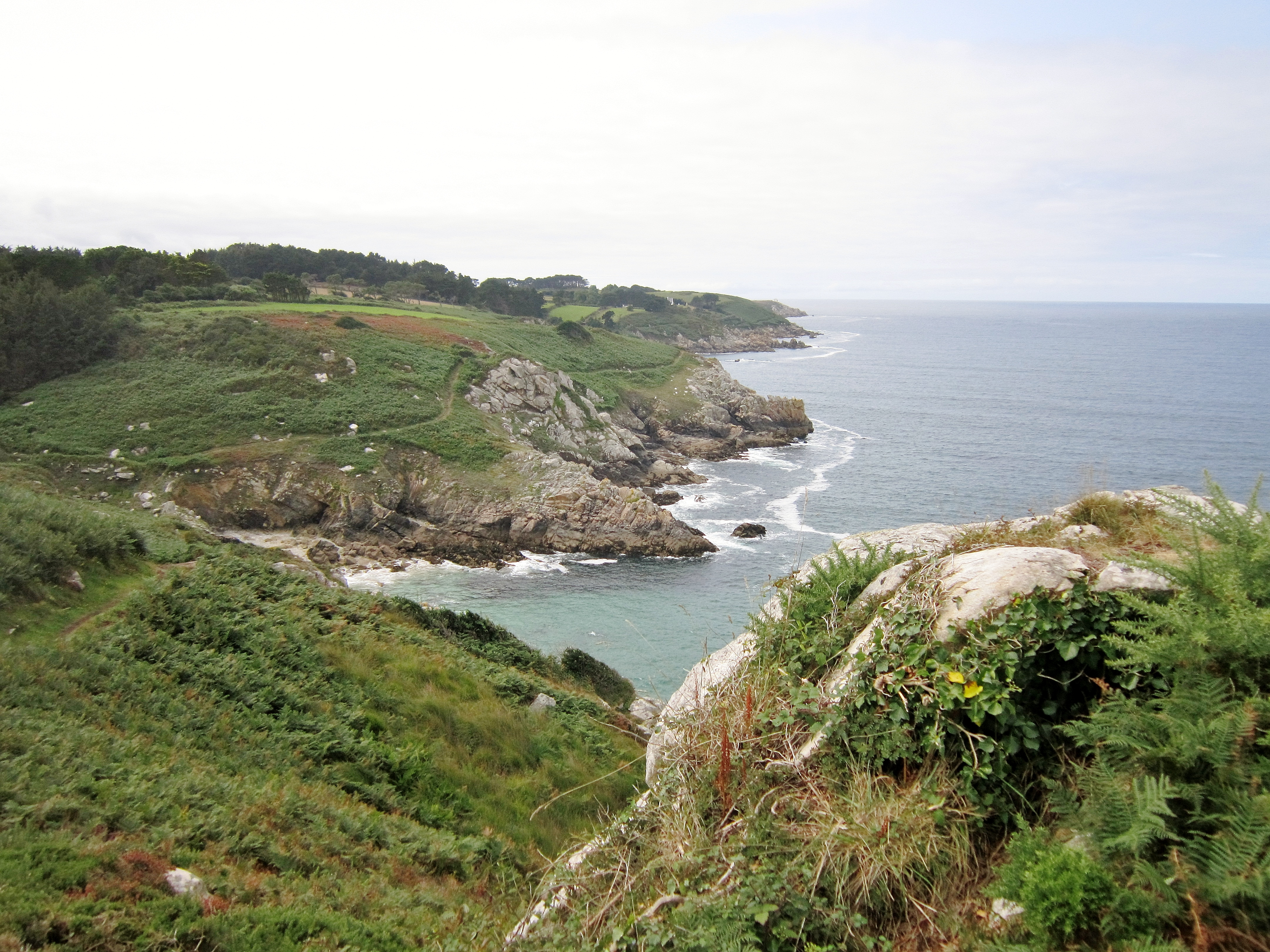
Poullan-sur-Mer : le GR 34 entre Porz Meilh et la Pointe du Millier, laquelle est visible à l'arrière-plan.
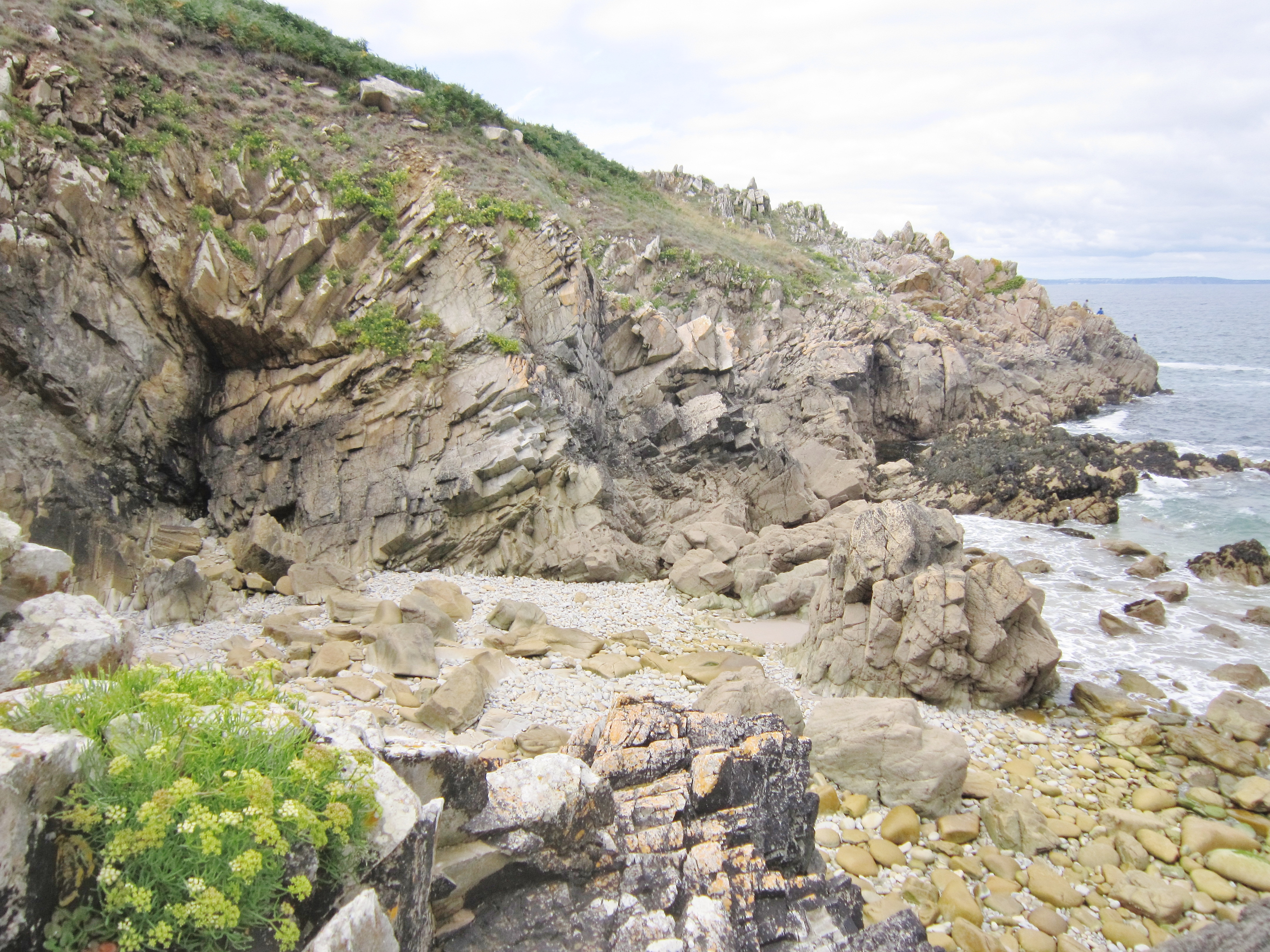
Poullan-sur-Mer : falaise et grève de galets à l'ouest de Porz Meilh, au nord de Kervoal.
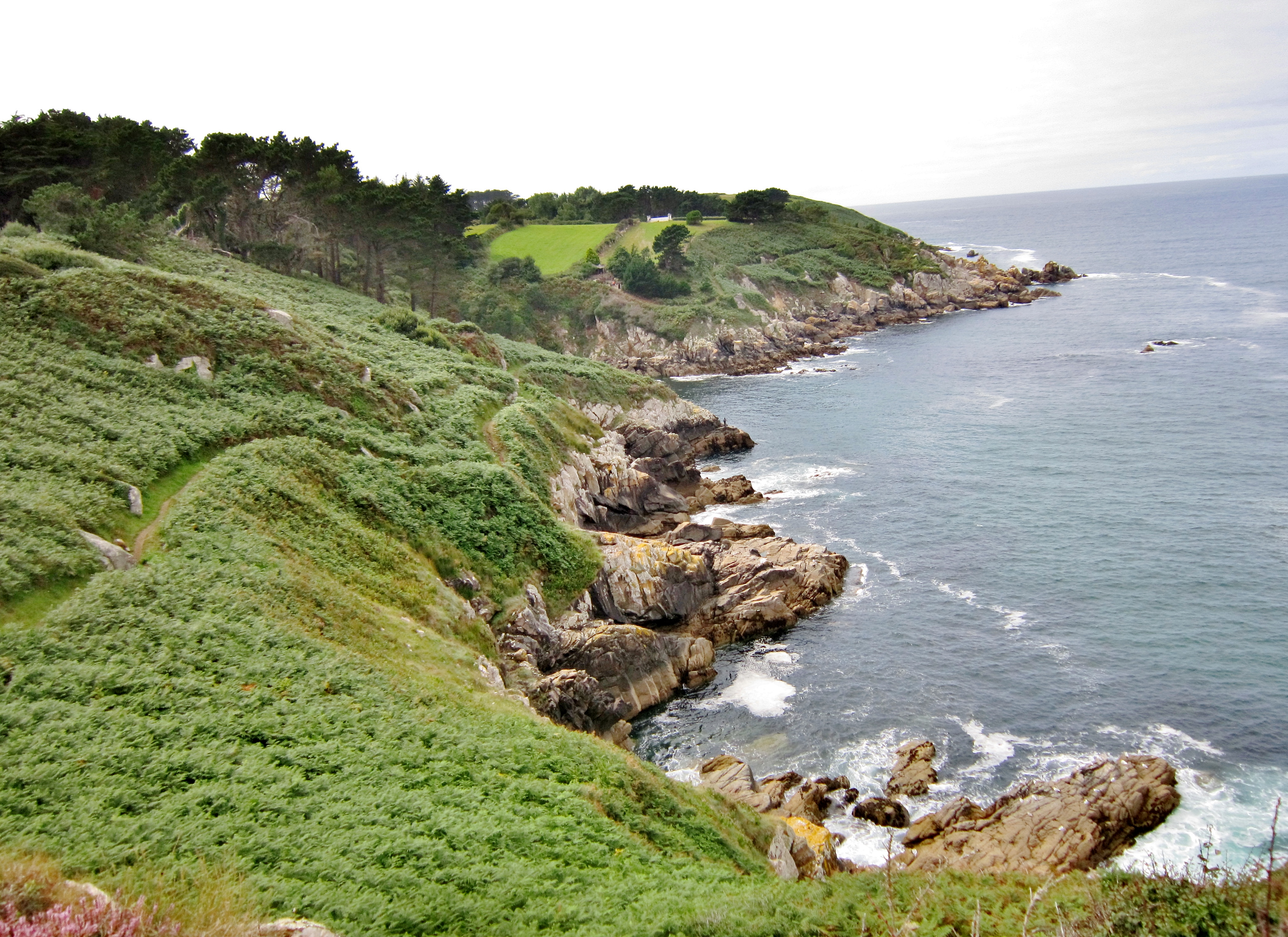
Poullan-sur-Mer : les falaises de Porz Meilh et le GR 34.
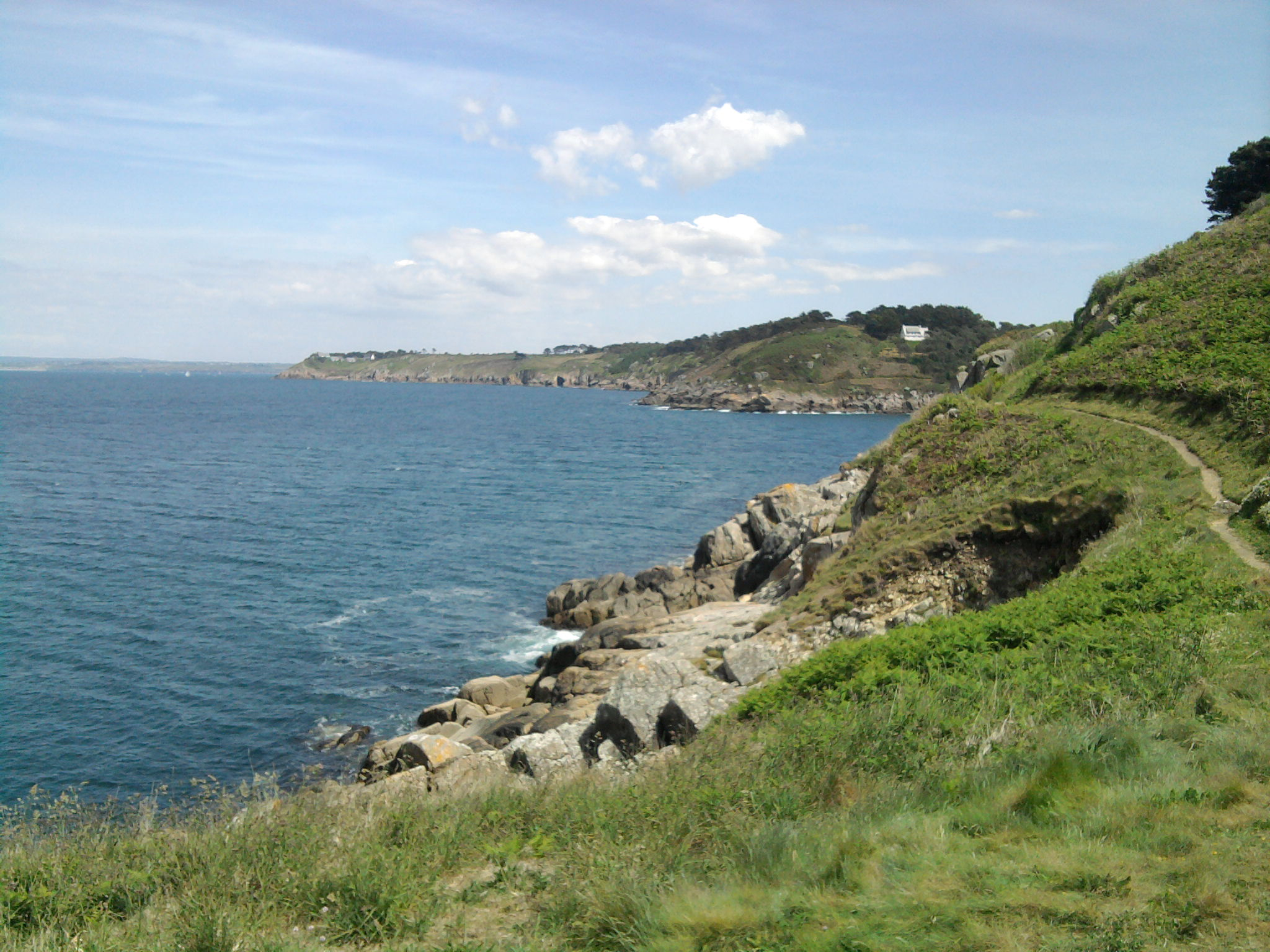
Poullan-sur-Mer : la Pointe de la Jument vue de l'ouest.
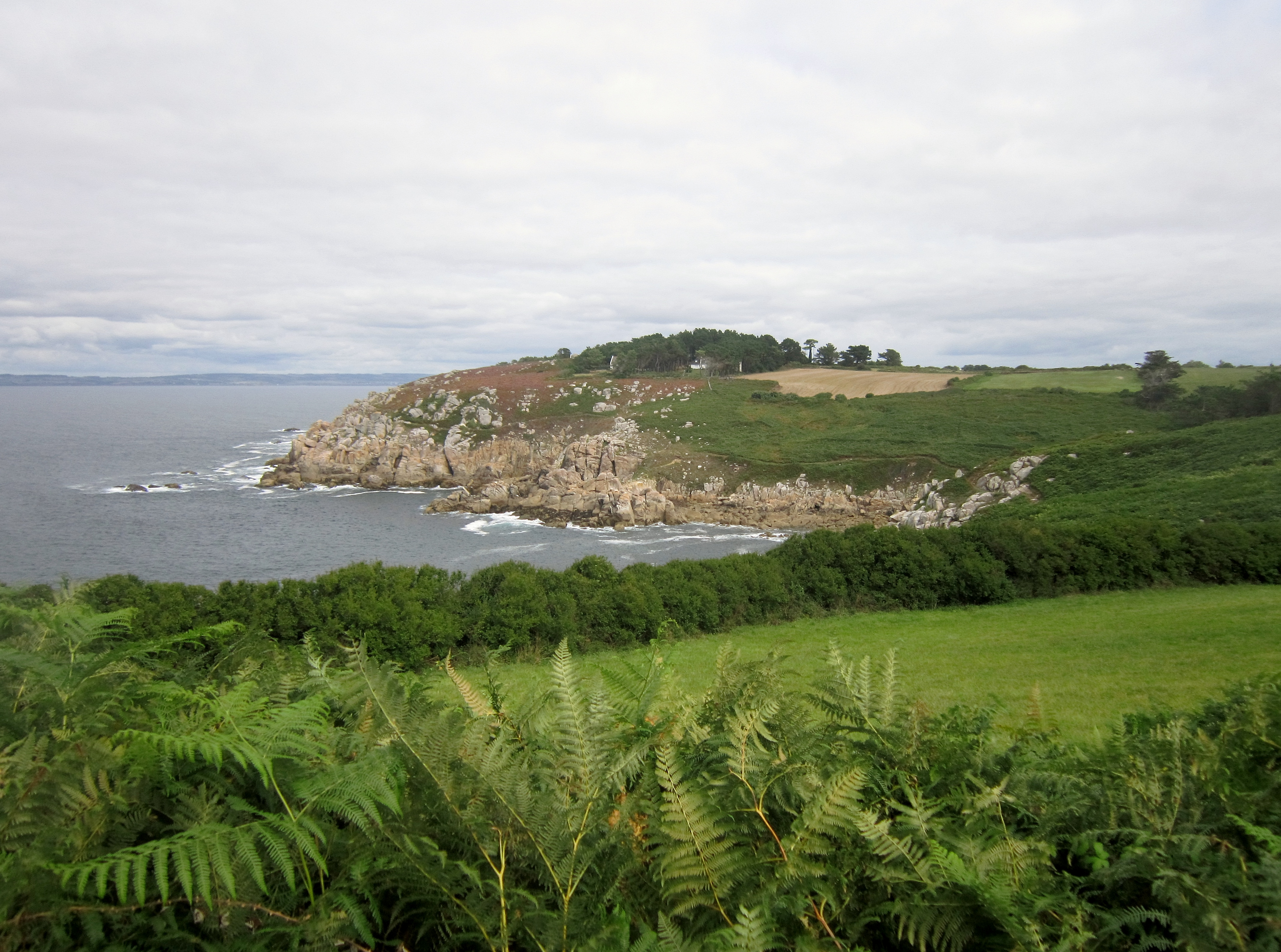
Poullan-sur-Mer : la Pointe de la Jument vue de Porz Meilh.

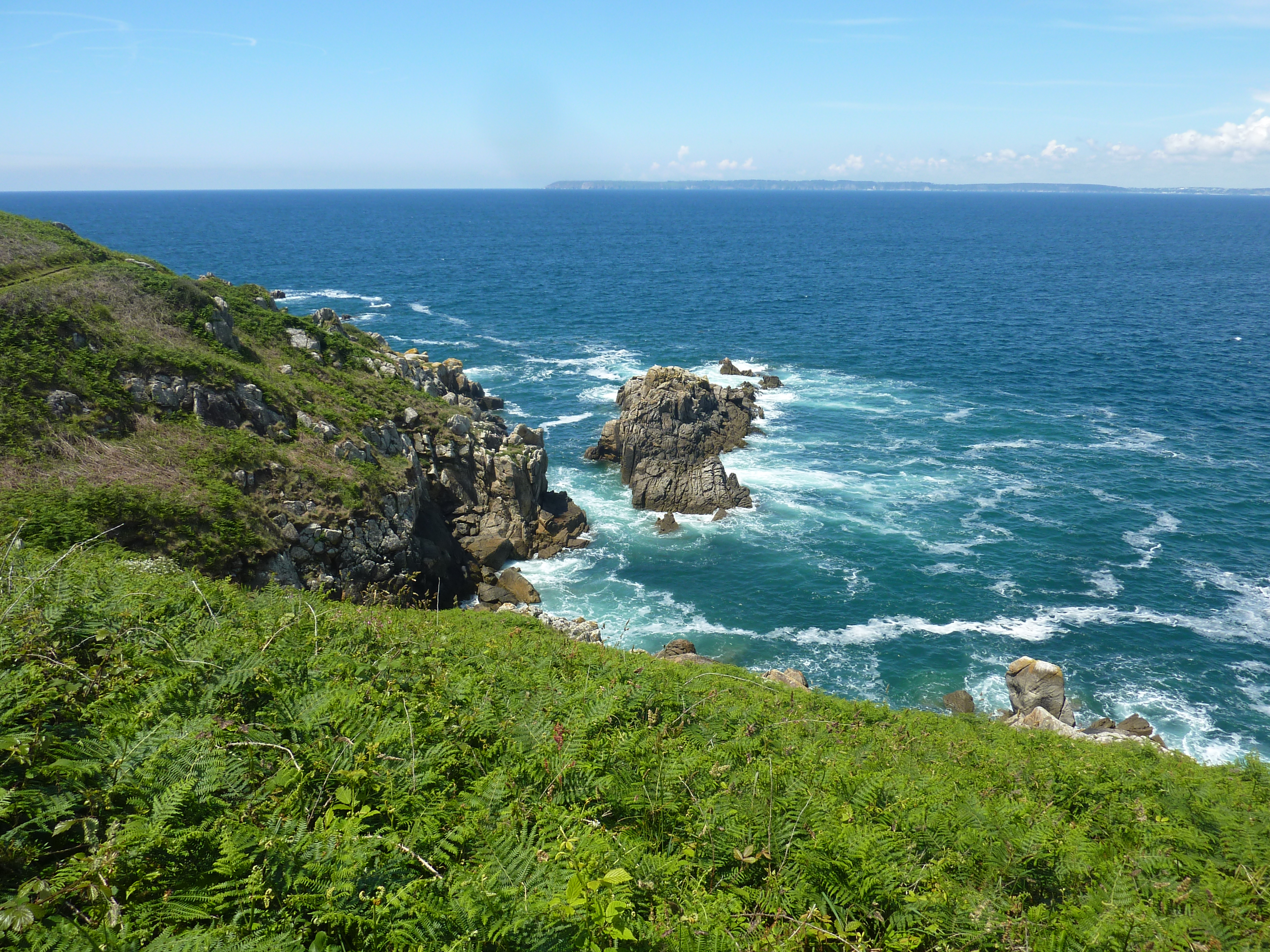
Poullan-sur-Mer : la Pointe de la Jument vue de l'est.
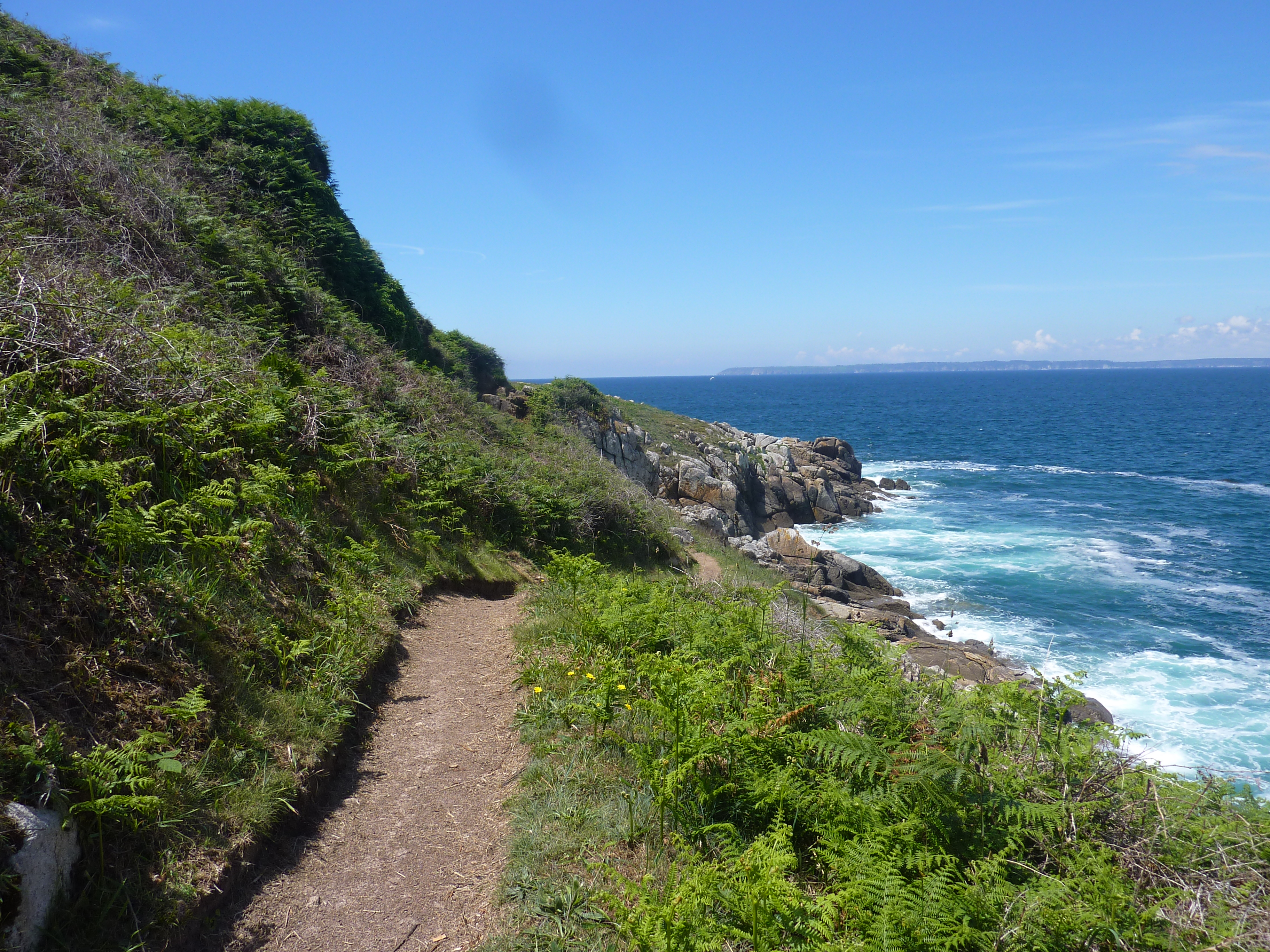
Poullan-sur-Mer : le GR 34 à l'est de la Pointe de la Jument.
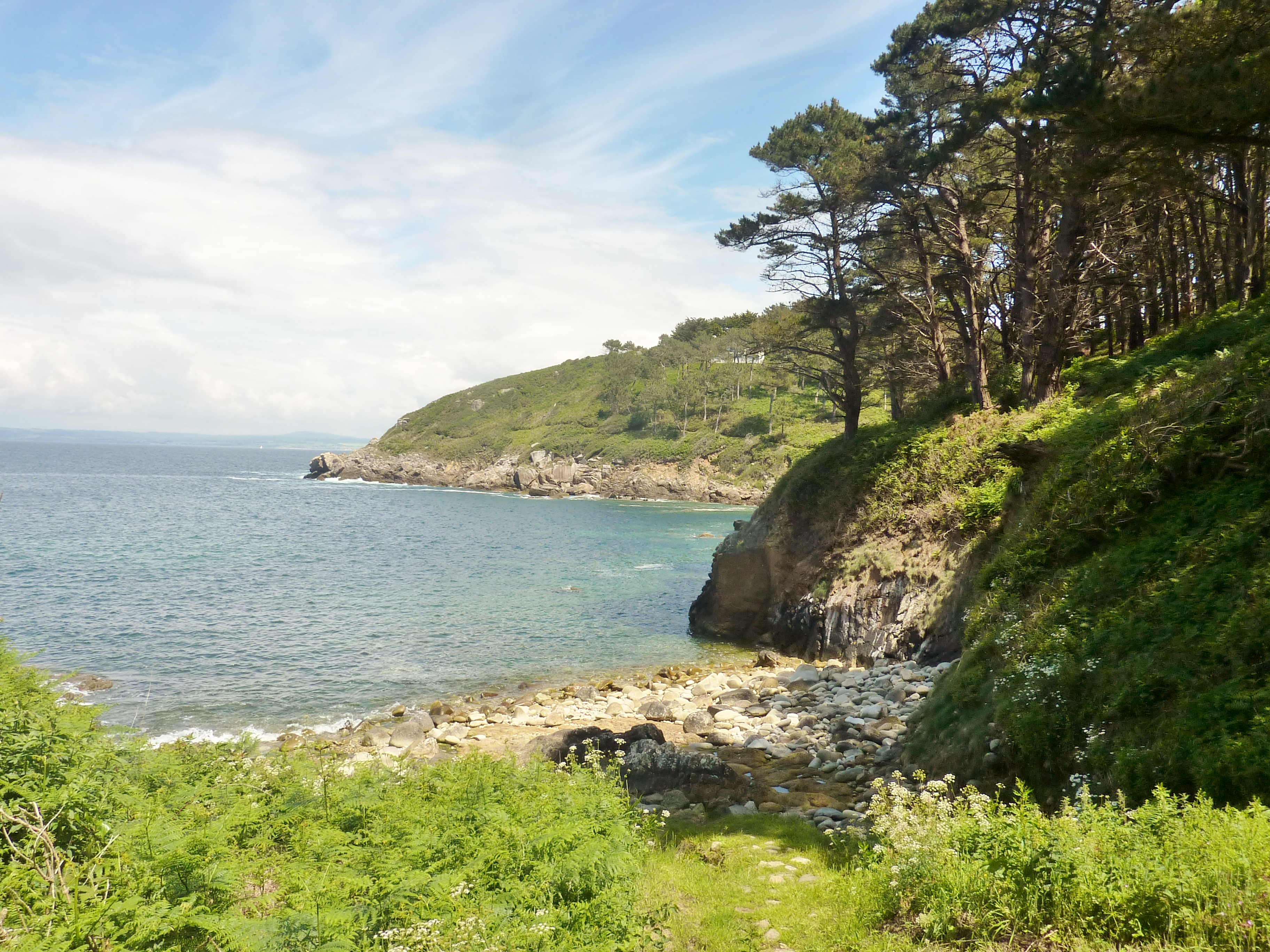
Poullan-sur-Mer : la Pointe de Veillanec vue de l'ouest.
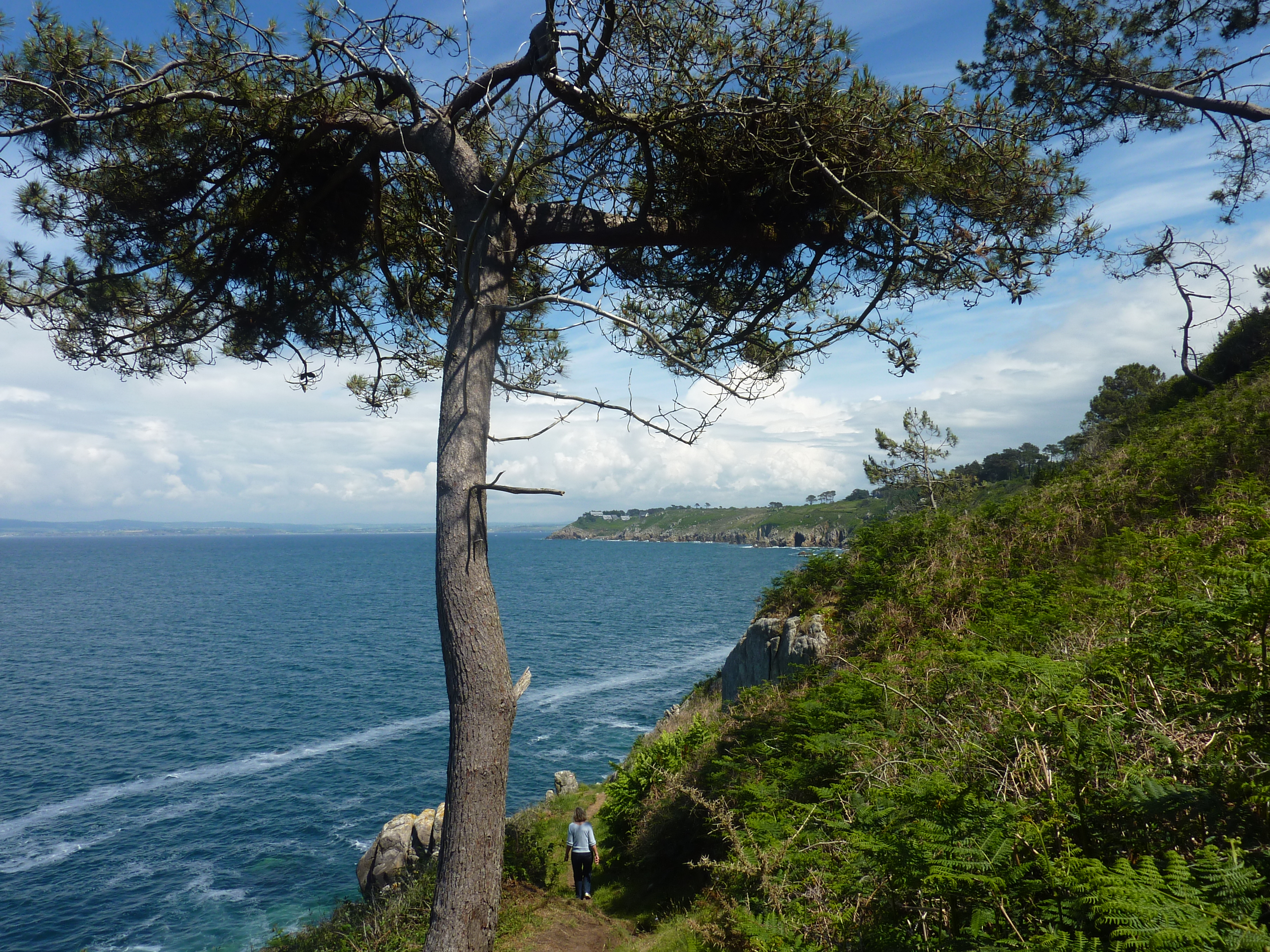
Poullan-sur-Mer : le GR 34 entre la Pointe de Veillanec et la Pointe des Roches Blanches (en Douarnenez) que l'on aperçoit à l'arrière-plan.
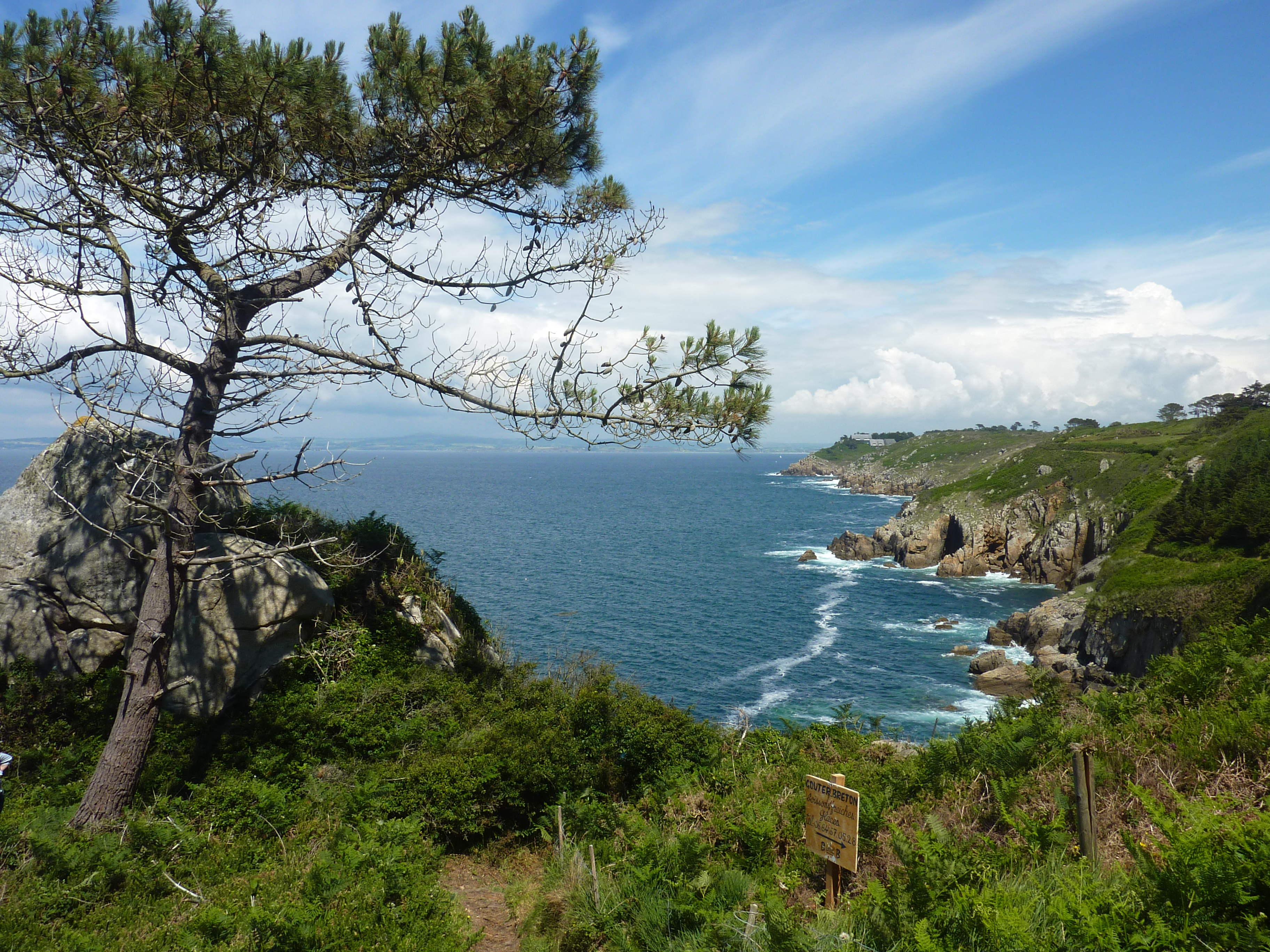
Poullan-sur-Mer : vue vers l'est des falaises aux environs de Kergavan depuis le GR 34.
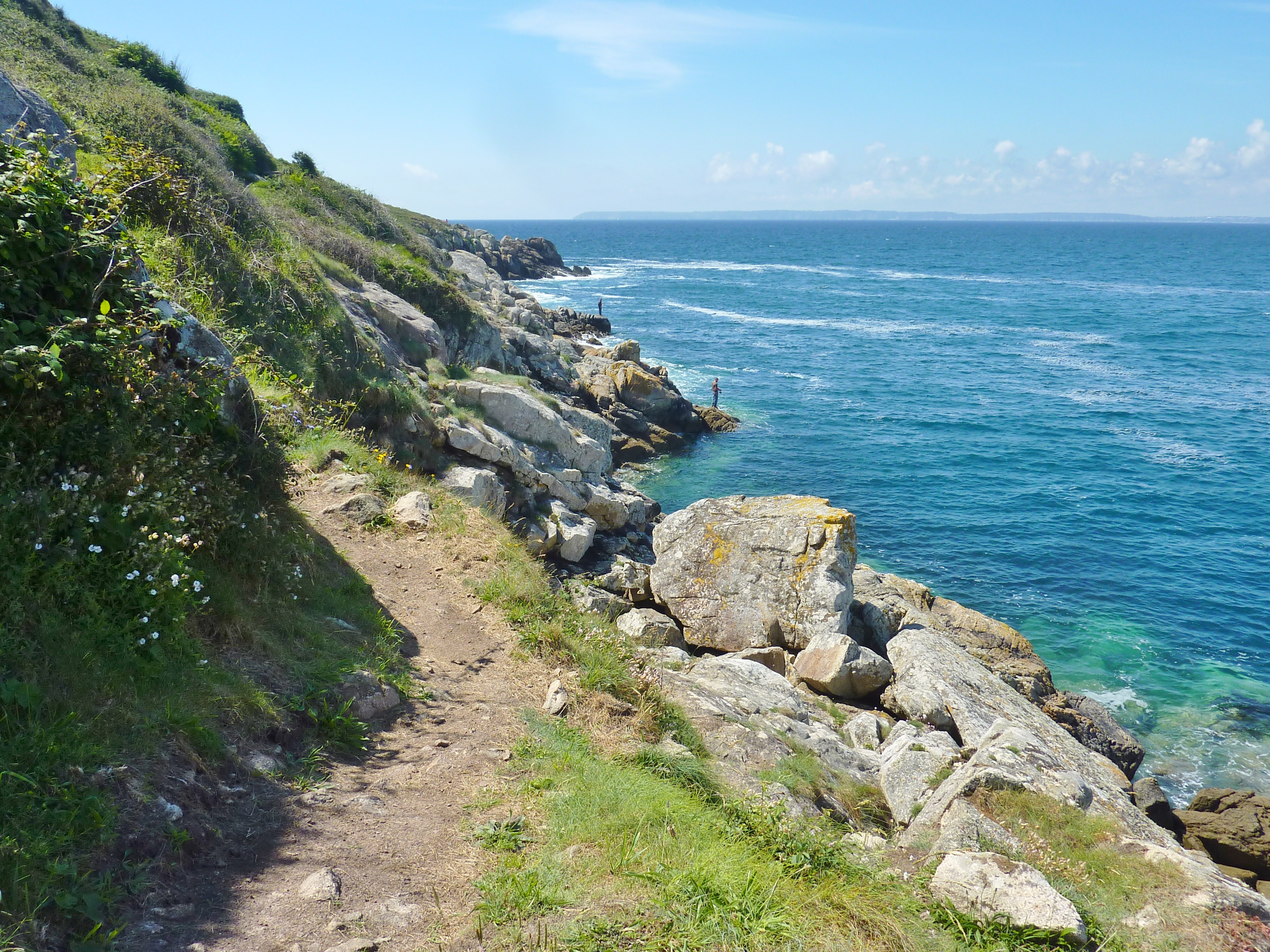
Poullan-sur-Mer : le GR 34 longeant les falaises littorales entre Kergavan et Keriéré.
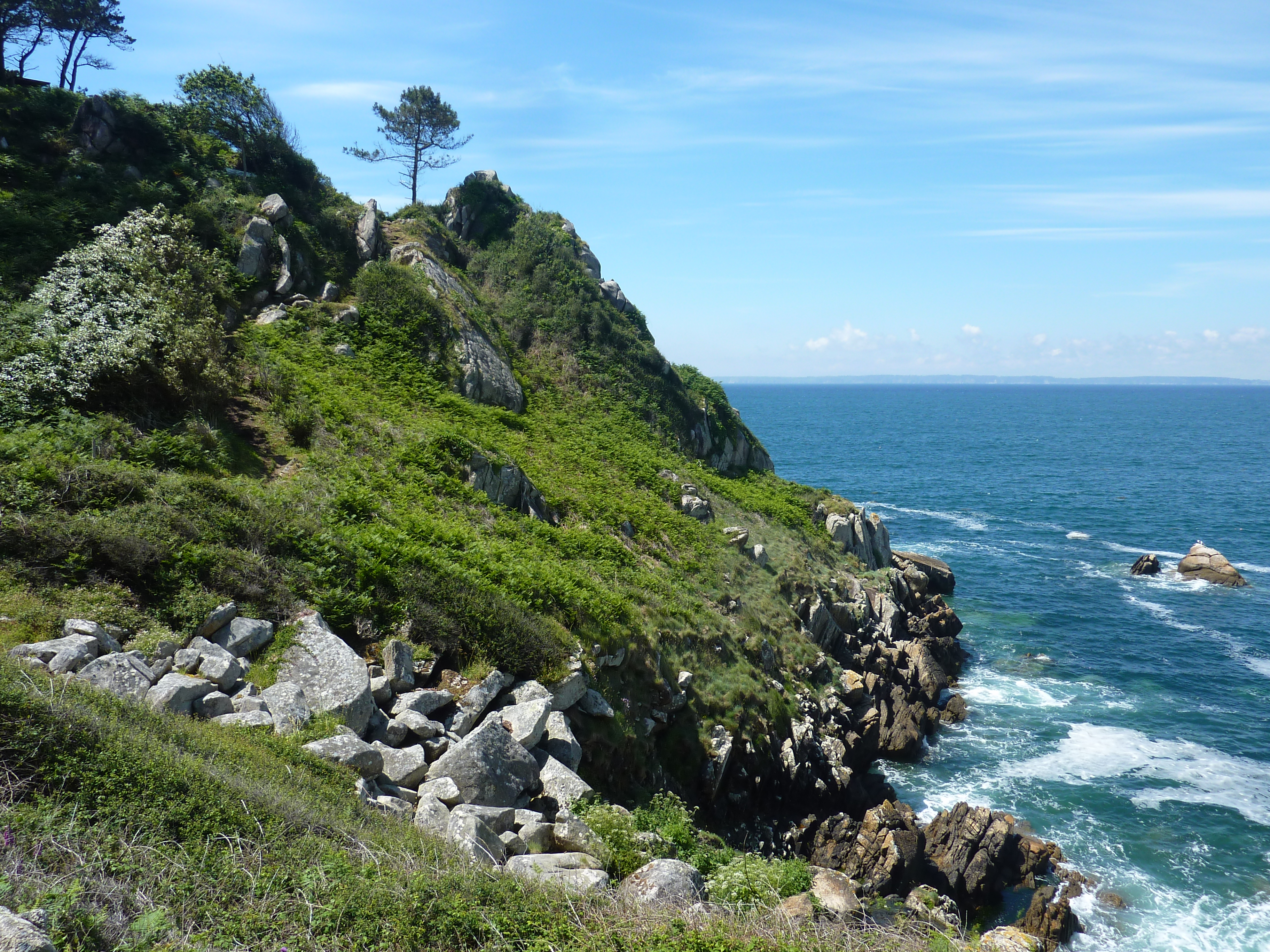
Poullan-sur-Mer : les falaises littorales et le GR 34 près de Kergavan.

La description du littoral faite par André Theuriet, qui visita Poullan en 1881, garde toute son actualité : « Nous sommes dans la lande ; une lande montueuse, coupée de brusques ravins et d'abrupts escarpements, déroulant pendant des lieues ses ondulations d'un vert violacé, semé de blocs de granite et bordés à droite par des entassements de rochers que lavent les flots de la baie. (...) Partout le sol est couvert d'une épaisse végétation de bruyères, d'ajoncs, de fougères, de rosiers pimprenelles, où des ronces et des chèvrefeuilles mêlent leurs floraisons roses et jaune pâle. (...) Pas un village ; seulement, d'espace en espace, un toit de métairie caché dans un massif d'arbres roussis et rasés par le vent du large ».
Le littoral est longé par le GR 34, sentier de grande randonnée, dont le tracé est très accidenté tout au long de son tracé entre Douarnenez et la pointe du Van.

#### L'intérieur de la commune
Les parties intérieures de la commune forment pour l'essentiel un plateau qui culmine à 96 mètres à l'est du bourg (lequel est vers 80 mètres d'altitude), échancré par les vallées larges et peu encaissées du ruisseau de Lochrist et de son affluent le ruisseau du Yun, qui ont tous les deux leur source dans la partie orientale du territoire communal et coulent est-ouest (leurs vallées étant à une quarantaine de mètres à leur sortie du territoire communal), de même qu'un autre cours d'eau situé à la limite sud de la commune, la séparant de la partie nord-est de la commune de Mahalon et qui est, comme le ruisseau de Lochrist, un affluent du Goyen.

### Habitat
Poullan-sur-Mer est, malgré sa proximité de la mer et à cause du relief de son littoral, une commune exclusivement rurale qui "tourne le dos à la mer". Le bourg lui-même à bonne distance de la côte, celle-ci étant totalement inhabitée. Le paysage agraire traditionnel est celui du bocage avec un habitat dispersé en écarts formés de hameaux et fermes isolées.
Le bourg, traditionnellement de très faible importance, a grossi depuis la décennie 1980 avec la création de quelques lotissements d'importance modeste à ses alentours ; le reste de la commune a été préservé de la rurbanisation et de la périurbanisation à l'exception de Keraël et de Quillouarn, hameaux situés à l'extrémité orientale de la commune et les plus proches de Douarnenez.

### Transports
La commune ne dispose d'aucun port depuis la sécession de Tréboul en 1880. La voie ferrée à voie métrique allant de Douarnenez à Audierne, exploitée à partir de 1891 par les Chemins de fer départementaux du Finistère a fermé en 1946 (une gare existait à Poullan)
Le bourg est desservi principalement par la route départementale 7 qui vient de Douarnenez (Tréboul) et continue vers l'ouest en direction de la pointe du Van via Beuzec-Cap-Sizun. La D 765 (ancienne route nationale 165), qui va de Douarnenez à Audierne via Pont-Croix, traverse la partie sud de la commune.

### Climat
Pour des articles plus généraux, voir Climat de la Bretagne et Climat du Finistère.
En 2010, le climat de la commune est de type climat océanique franc, selon une étude du CNRS s'appuyant sur une série de données couvrant la période 1971-2000. En 2020, Météo-France publie une typologie des climats de la France métropolitaine dans laquelle la commune est exposée à un climat océanique et est dans la région climatique  Bretagne orientale et méridionale, Pays nantais, Vendée, caractérisée par une faible pluviométrie en été et une bonne insolation. Parallèlement l'observatoire de l'environnement en Bretagne publie en 2020 un zonage climatique de la région Bretagne, s'appuyant sur des données de Météo-France de 2009. La commune est, selon ce zonage, dans la zone « Littoral », exposée à un climat venté, avec des étés frais mais doux en hiver et des pluies moyennes.  
Pour la période 1971-2000, la température annuelle moyenne est de 11,4 °C, avec  une amplitude thermique annuelle de 10,5 °C. Le cumul annuel moyen de précipitations est de 1 055 mm, avec 16,4 jours de précipitations en janvier et 8,1 jours en juillet. Pour la période 1991-2020, la température moyenne annuelle observée sur la station météorologique la plus proche, située sur la commune de Pluguffan à 21 km à vol d'oiseau, est de 12,1 °C et le cumul annuel moyen de précipitations est de 1 214,4 mm,. Pour l'avenir, les paramètres climatiques de la commune estimés pour 2050 selon différents scénarios d’émission de gaz à effet de serre sont consultables sur un site dédié publié par Météo-France en novembre 2022.

## Urbanisme

### Typologie
Au 1er janvier 2024, Poullan-sur-Mer est catégorisée bourg rural, selon la nouvelle grille communale de densité à 7 niveaux définie par l'Insee en 2022.
Elle est située hors unité urbaine et hors attraction des villes,.
La commune, bordée par la mer d'Iroise, est également une commune littorale au sens de la loi du 3 janvier 1986, dite loi littoral. Des dispositions spécifiques d’urbanisme s’y appliquent dès lors afin de préserver les espaces naturels, les sites, les paysages et l’équilibre écologique du littoral, tel le principe d'inconstructibilité, en dehors des espaces urbanisés, sur la bande littorale des 100 mètres, ou plus si le plan local d’urbanisme le prévoit.

### Occupation des sols

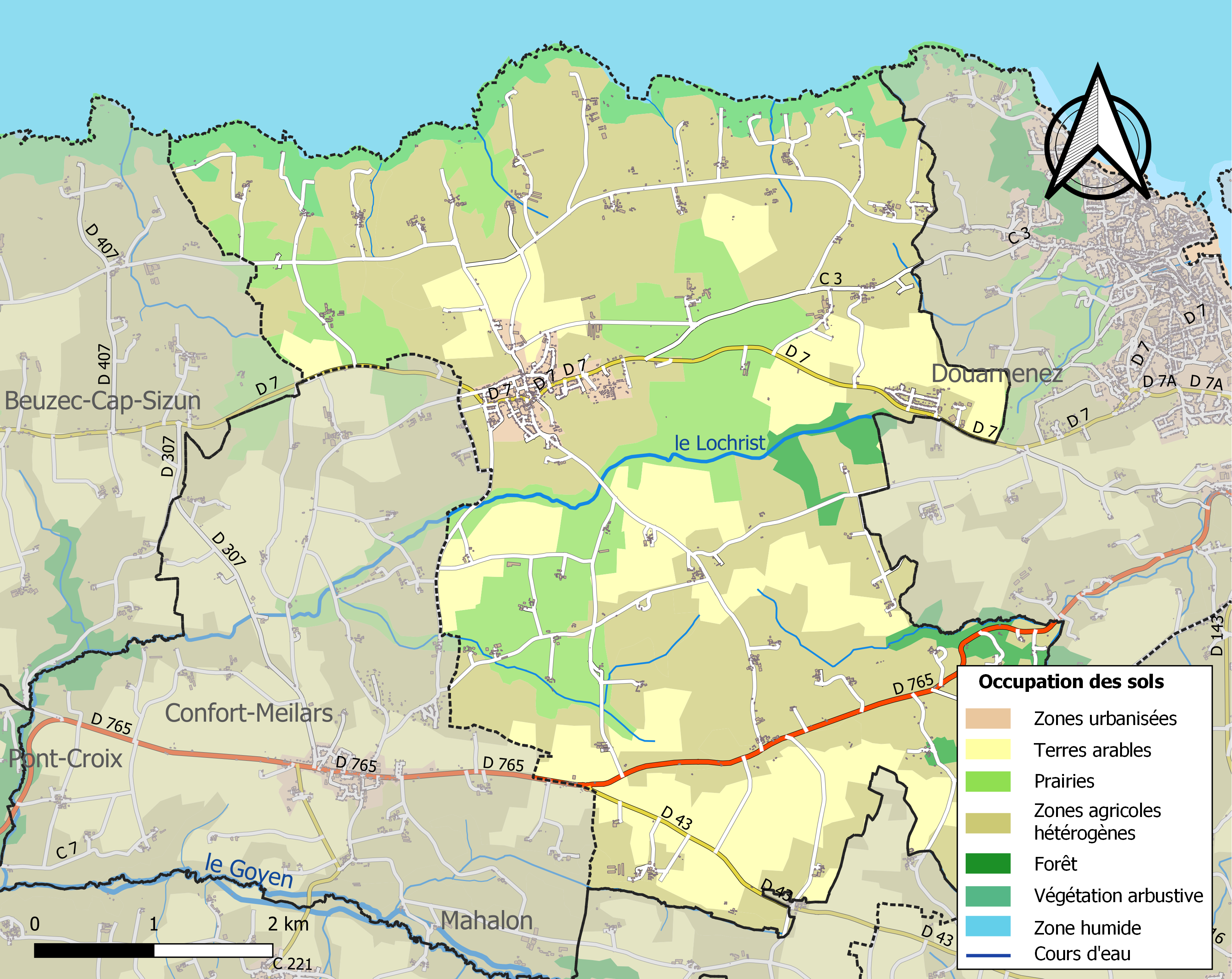
Carte des infrastructures et de l'occupation des sols de la commune en 2018 (CLC).

L'occupation des sols de la commune, telle qu'elle ressort de la base de données européenne d’occupation biophysique des sols Corine Land Cover (CLC), est marquée par l'importance des territoires agricoles (90,7 % en 2018), une proportion sensiblement équivalente à celle de 1990 (91,5 %). La répartition détaillée en 2018 est la suivante : 
zones agricoles hétérogènes (53,2 %), terres arables (21,8 %), prairies (15,8 %), milieux à végétation arbustive et/ou herbacée (4,2 %), forêts (3 %), zones urbanisées (2 %), eaux maritimes (0,1 %).
L'IGN met par ailleurs à disposition un outil en ligne permettant de comparer l’évolution dans le temps de l’occupation des sols de la commune (ou de territoires à des échelles différentes). Plusieurs époques sont accessibles sous forme de cartes ou photos aériennes : la carte de Cassini (XVIIIe siècle), la carte d'état-major (1820-1866) et la période actuelle (1950 à aujourd'hui).

## Toponymie
Le toponyme Poullan sous sa forme actuelle est le résultat de transformations et d'altérations pluriséculaires.
Au XIIe siècle (1162), la paroisse est connue sous la forme Plui-Lan ou Ploe entre dans la composition de nombreux noms de paroisses primitives ainsi appelées car remontant à l'installation des Bretons issue d'Outre-Manche au Moyen Âge, entre le Ve et le VIIe siècle de notre ère.
Ploelan se décompose en Ploe, la paroisse, réunissant une communauté de fidèles et Lan qui a le sens d'ermitage, comme Landévennec, d'où la signification de Ploélan : paroisse de l'ermitage, ce dernier pouvant précéder de et par la création de la Ploe.
Du XIIIe siècle (1254) au XVIe siècle (1541), la forme Ploe-lan reste en usage. Par la suite, au XVIIe siècle, cette forme se modifie comme d'ailleurs celle de Plo-erlé qui aboutit après plusieurs étapes à Ploaré et Ploe-ergat qui devient Pouldergat puis retrouve une forme proche de la situation initiale Pouldergat.
Ainsi au cours du XVIIe siècle, on rencontre Ploulan, Poldan (1617), Plolan (1643), parfois réapparait ploelan (1680), Pollan (1695), et c'est au XVIIIe siècle que se fixe le nom de la commune sous sa forme actuelle Poullan.
Une carte imprimée à Venise en 1689 indique Pollna et le port de Tréboul y apparaît sous le nom de port de Pollna. D'autres documents du même type : cartes marines de Bellin, de Le Rouge du milieu du XVIIIe siècle enregistrent la forme Polan.
La forme Poullan-sur-Mer est de création relativement récente, elle a été enregistrée par décret du 27 décembre 1935.
En breton, le nom de cette commune est Poullann, où poul signifie la paroisse et lann signifie monastère, ermitage.
On appelle les personnes habitant à Poullan-sur-Mer 'les Poullanais(es).

## Histoire de la commune

### Préhistoire et Antiquité

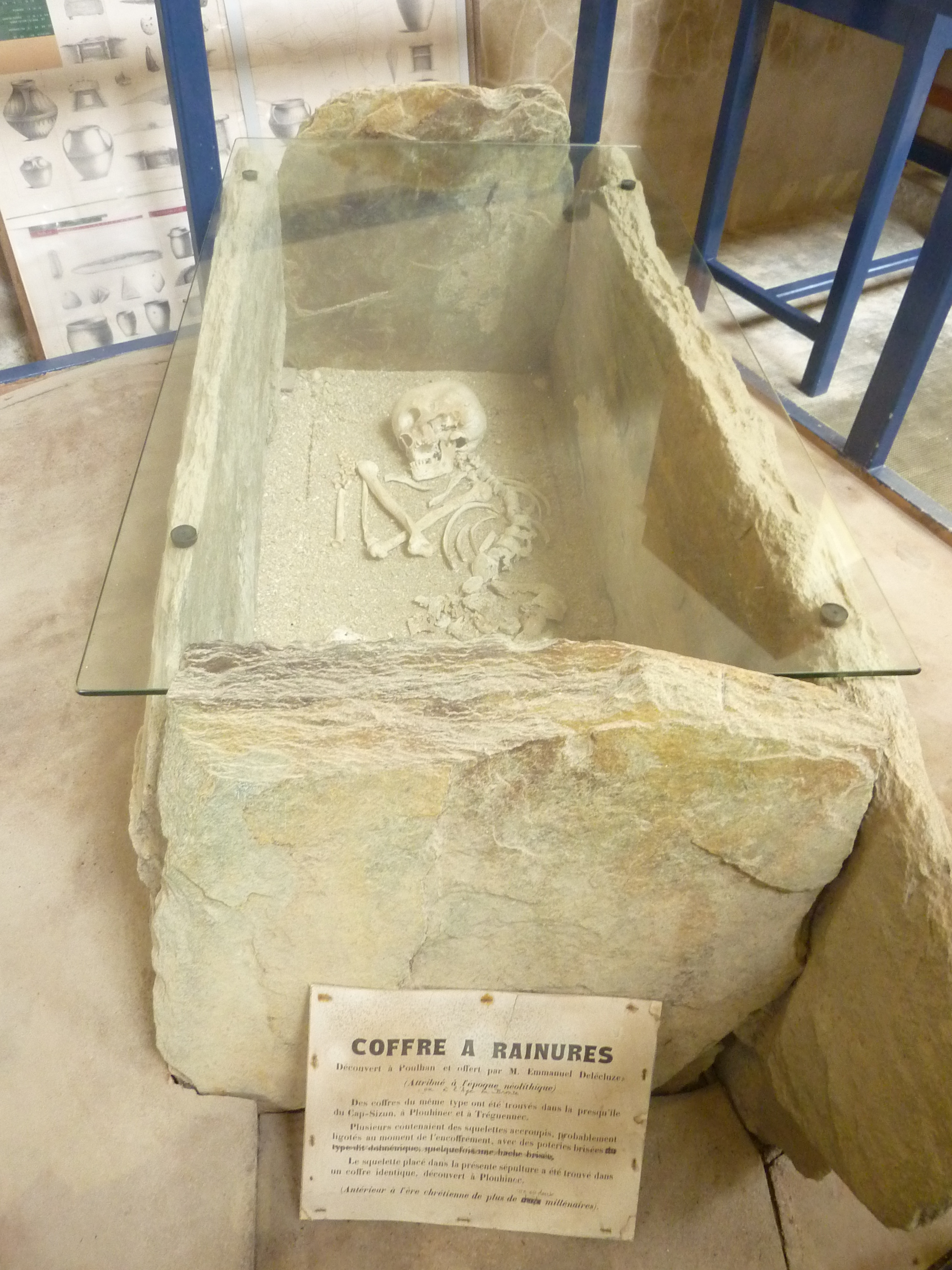
Squelette trouvé à Plouhinec (Finistère), placé dans un coffre à rainures trouvé à Poullan-sur-Mer, datant de l'âge du bronze ou du néolithique (Musée de la Préhistoire finistérienne de Penmarc'h).

L'allée couverte de Lesconil en Poullan-sur-Mer est formée de pierres inclinées dont les parties hautes s'appuient les unes sur les autres : elle ne possède donc pas de pierres de toit pour la recouvrir.

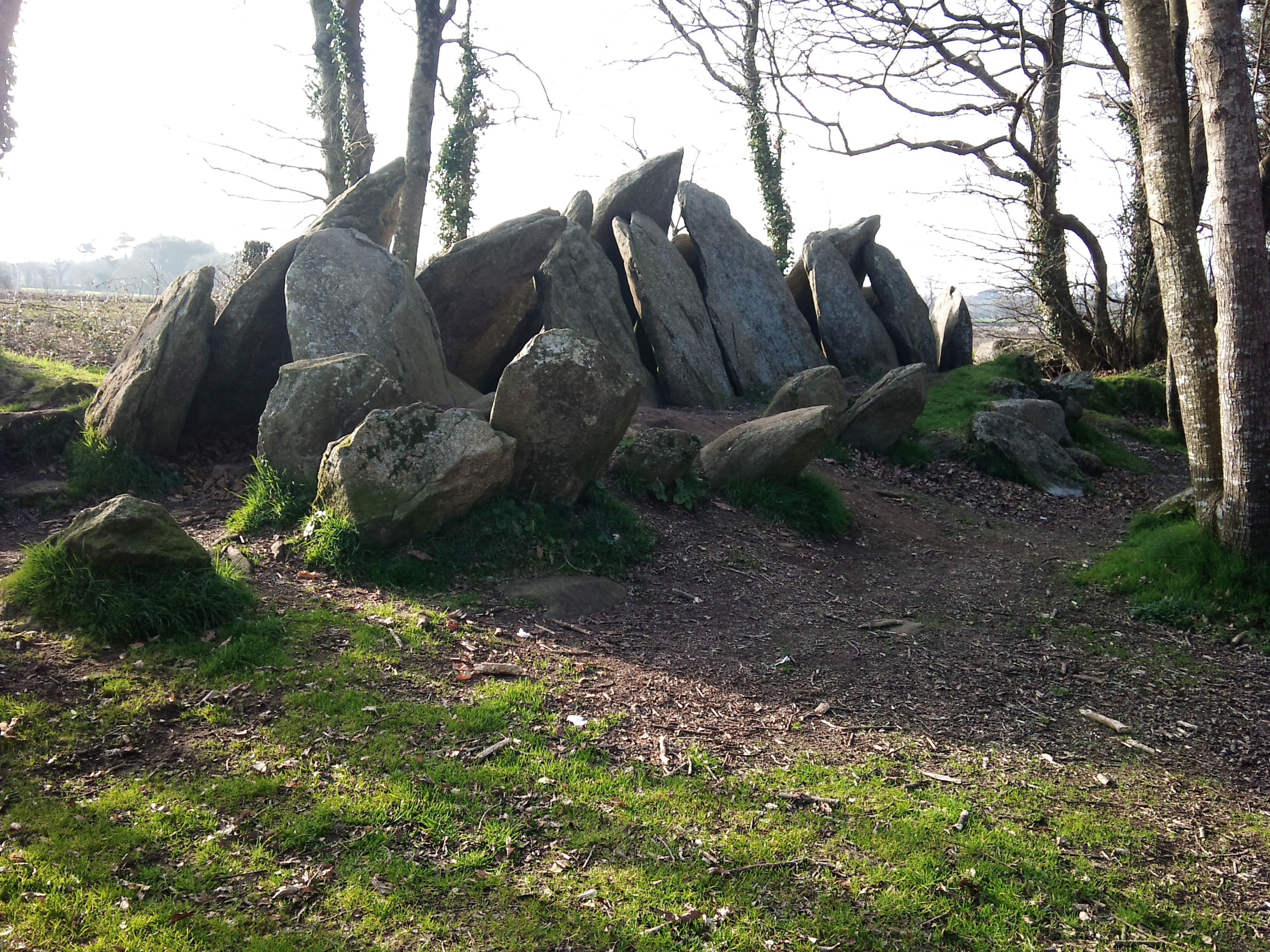

Des tumuli se trouvent à Kerviny et sont datés de 1800 à 1700 av. J.-C. : les fouilles menées par le baron Halna du Fretay à la fin du XIXe siècle, puis par Jacques Briard en 1971 ont livré des haches en bronze, une épée, des pointes de flèches et un poignard. Ils comprenaient deux grands cairns internes recouverts de terre limoneuse. Des charbons se trouvant dans le tumulus sud ont été datés de 1560 av. J.-C. avec une incertitude de datation de plus ou moins 100 ans.
Le chanoine Henri Pérennès a recensé de nombreux menhirs et dolmens sur le territoire de Poullan : un menhir et un dolmen au nord du manoir de Kerdanet ; un menhir au nord-est du village de Lezaouvregen ; un menhir au village de Kermenhir, ainsi que trois "sépultures dolméniques" à 800 mètres au sud de ce village ; un menhir, entouré d'un cercle de pierres, à 100 mètres à l'ouest de Kerlafin ; 5 menhirs (deux debout et trois couchés) près de Keryéré et deux menhirs entre Kerdréal et Tréogat.

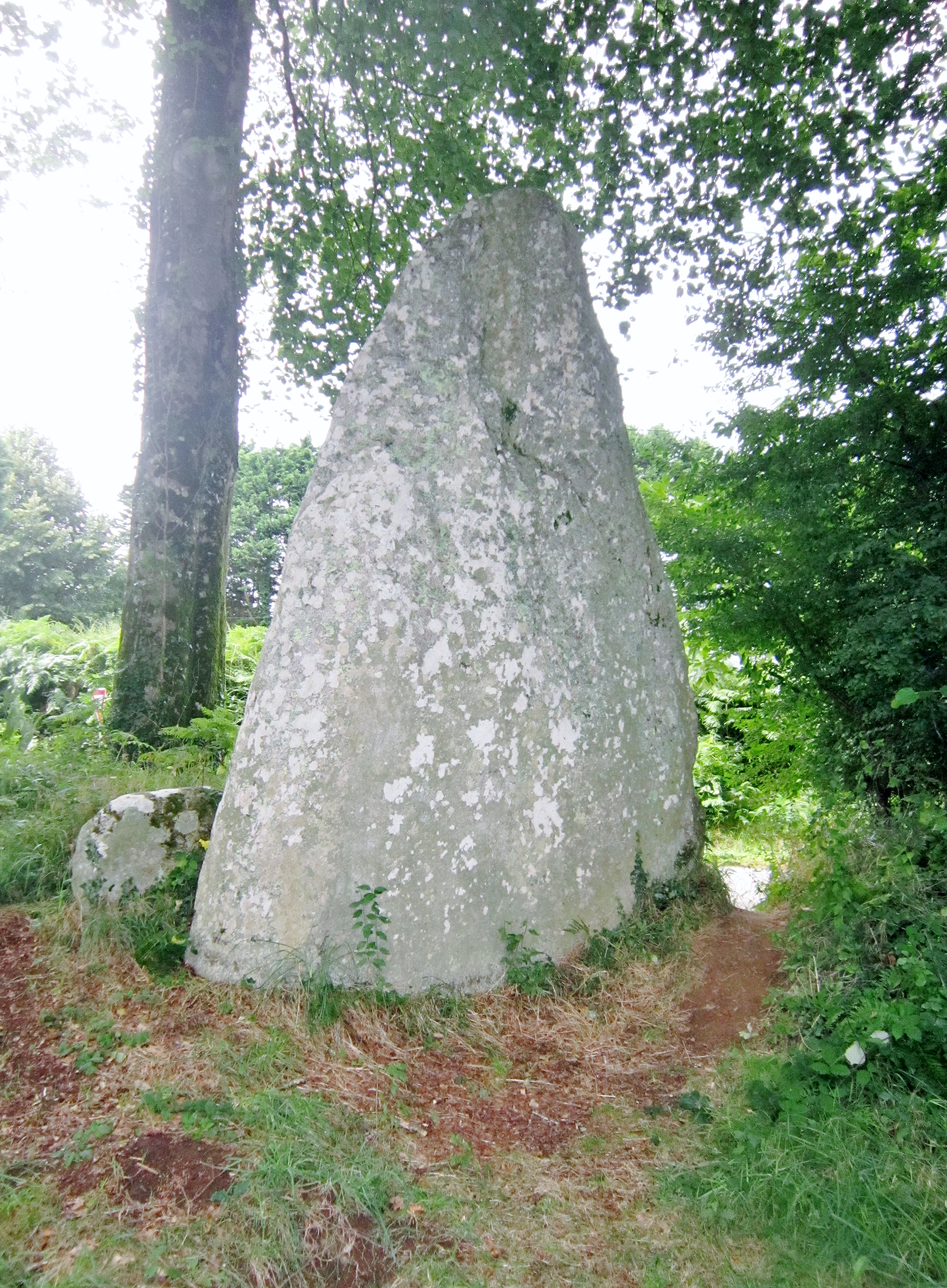
Menhir situé à environ 500 mètres à l'est de la chapelle de Kérinec.
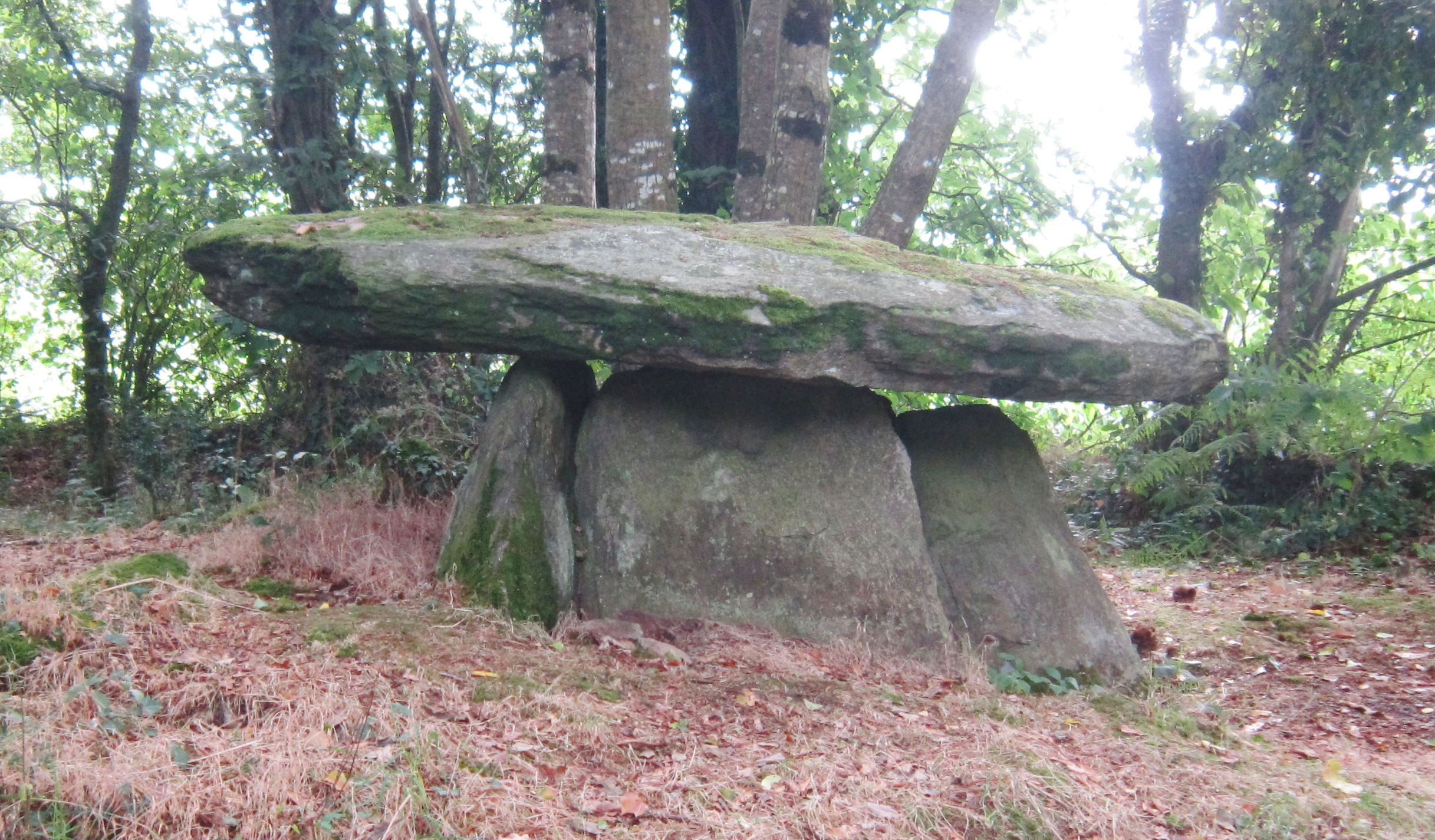
Dolmen situé à environ 500 mètres à l'est de la chapelle de Kérinec.
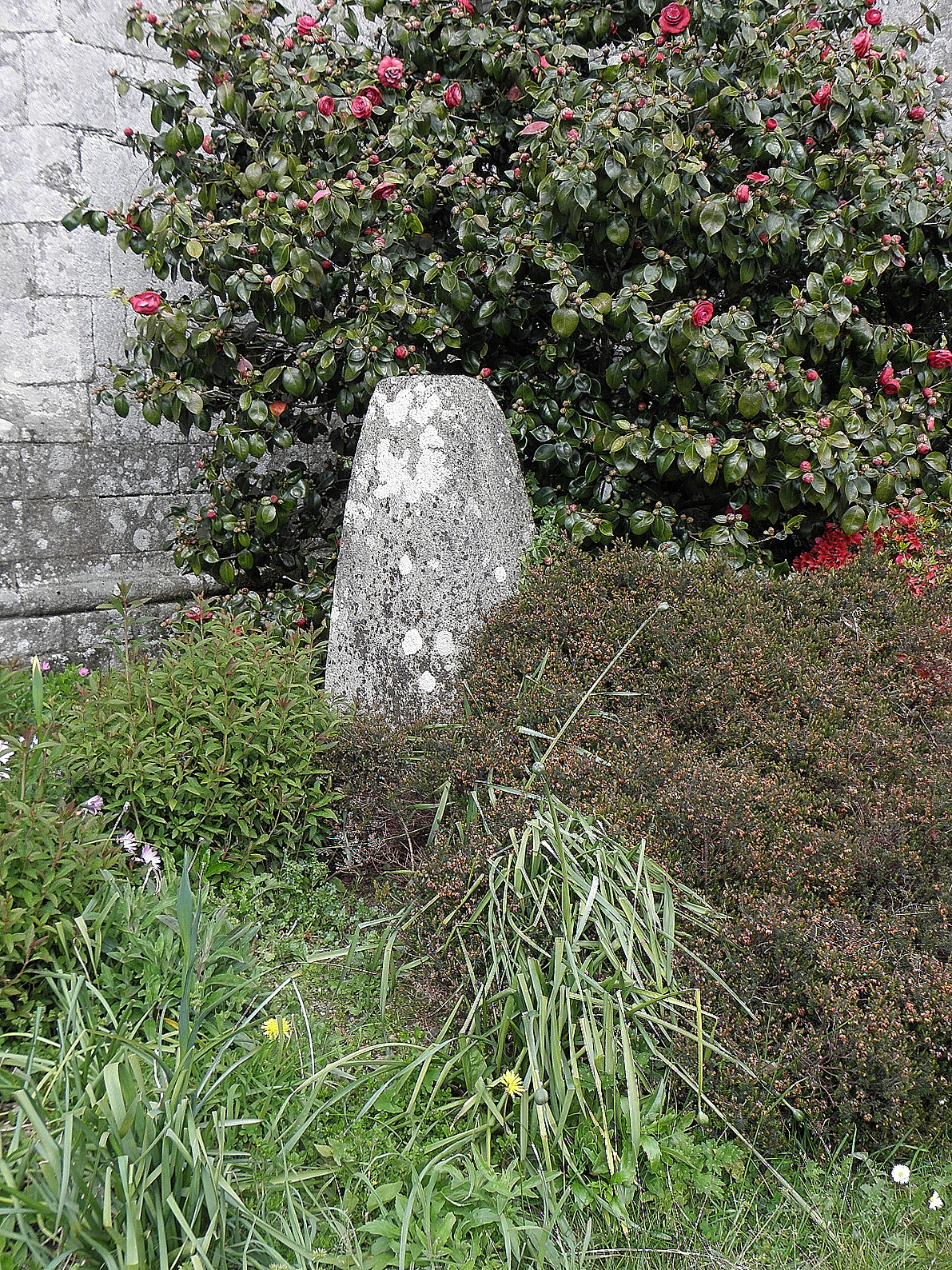
Stèle protohistorique près de l'église Saint-Cadoan.

### Moyen Âge
La maison de Livroac'h, datée vers 650 après J.-C., formé un rectangle d'environ 6 mètres sur 4 mètres avec des murets bas dont la face intérieure est parée de dalles verticales. La couverture devait être assurée par du chaume posé sur une charpente légère qui reposait sur les murets.

### Époque moderne
Le manoir de Kervenargant (en fait en Meilars, mais à la limite de Poullan) appartint en 1446 à Guillaume Louyt, en 1536 à Marguerite de Saint-Juzel, en 1572 à Tanguy de Rosmadec, marquis de Pont-Croix ; en 1735 il est possédé par la famille Le Bahezre, puis, vers 1770, par Joseph Beaussier, seigneur de l'Isle et, lors de la Révolution, par Xavier du Rocheret.
Le prédicateur Julien Maunoir prêcha des missions à Poullan en 1646 et à nouveau vers 1662.

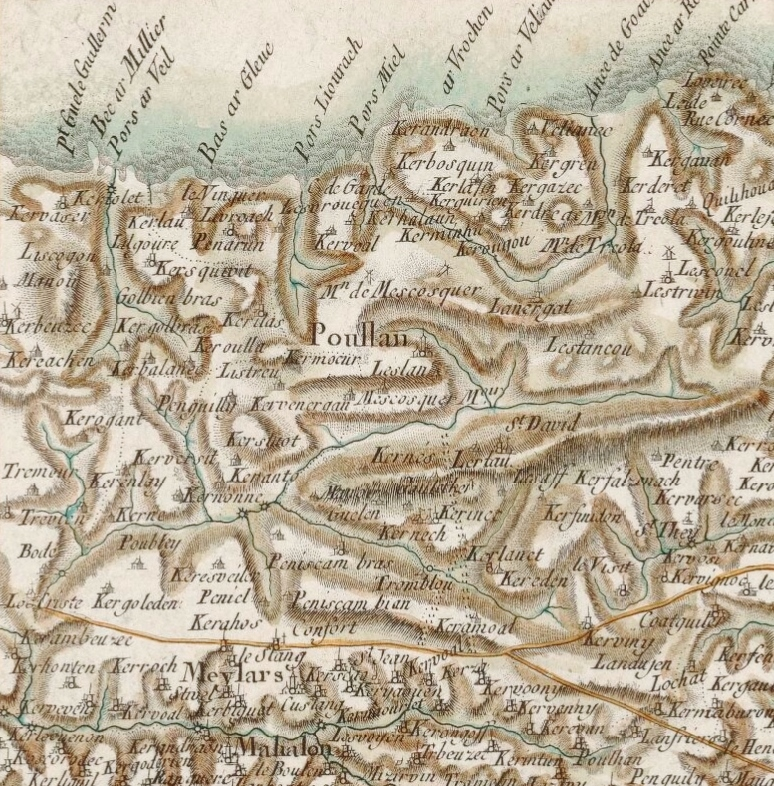
Carte de Cassini des paroisses de Meilars et Poullan (1784).

Au XVIIIe siècle Poullan comptait 7 frairies : Labat, Malvas, Lesconil, Tréboul, Distroc'hoat, Saint-They et Le bourg.
En 1736 un incendiaire, Allain Le Fur, âgé de 29 ans, sans domicile fixe, qui avait mis le feu, de nuit, à plusieurs maisons des paroisses de Meilars et Poullan, fut condamné par la prévôté de Quimper « à la question ordinaire et extraordinaire, puis à être pendu et étranglé sur une place publique de la ville, portant un écriteau avec la mention : incendiaire » et son cadavre sera exposé aux environs du bourg de Poullan à l'endroit le plus éminent ».
En 1741, une épidémie de dysenterie sévit : « Dans chacune des paroisses de Goulien, Plogoff, Esquibien, Plouinec, Plozévet, Mahelon, Poulan [Poullan-sur-Mer], Beuzet-Cap-Sizun, Pouldergat, Douarnenez, on compte le chiffre énorme de dix à douze morts par jour ».
Un arrêt du Conseil du roi en date du 13 mars 1742, « portant règlement pour les Toiles à voiles qui se fabriquent à Lokornan, Poulan [Poullan-sur-Mer], Plonevez, Porzay, Mahalon, Melard, Plomodiern, Ploveren, Saint-Nie, Cast, Quemeneven, Guengat et autres lieux des environs en Bretagne » ordonne « que les dites Toiles feront marquées aux deux bouts des noms et demeures des fabriquans, ou de ceux qui font fabriquer» et « marquées comme deffus de la marque du bureau [des toiles] ».
En 1759, une ordonnance de Louis XV ordonne à la paroisse de Poulan [Poullan-sur-Mer] de fournir 20 hommes et de payer 131 livres pour « la dépense annuelle de la garde-côte de Bretagne ».
Une épidémie de "fièvre putride" survint à Poullan en 1773 et 1774, semant la désolation. Le nombre des victimes de l'épidémie reste inconnu, mais le nombre total des décès à Poullan passe de 68 en 1772 à 157 en 1773 et 108 en 1774 pour retomber à 55 en 1775, ce qui illustre bien l'impact de l'épidémie. Des secours furent accordés aux plus nécessiteux, notamment par le recteur Pierre Raoulin et par Armand Tréhot de Clermont , intendant du marquisat de Pont-Croix, qui habitait pendant l'été le manoir de Tréota.
Jean-Baptiste Ogée décrit ainsi Poullan en 1778 :

« Poullan ; à 5 lieues un quart à l'ouest-nord-ouest de Quimper, son évêché et son ressort ; à 44 lieues de Rennes ; et à 1 lieue un tiers de Pontcroix, sa subdélégation. On y compte 1 400 communiants : la cure est à l'alternative. Le château de Kervenargant est la maison seigneuriale de l'endroit. Le territoire, borné au nord par la mer, renferme ds terres en labeur, des prairies, de bons pâturages et des landes peu étendues. »

Un arrêt du Parlement de Bretagne du 28 avril 1784 défendit aux habitants de Poullan de s'assembler en armes sous prétexte de tirer à la cible, au blanc, ou au papegaut.

### Révolution française
Douze paroissiens aisés de Poullan (la paroisse de Poullan comprenait alors 400 feux), réunis en l'église paroissiale, rédigent le 14 avril 1789 le cahier de doléances de Poullan (lequel demande notamment le maintien de la religion catholique, la liberté de mouture, la suppression du franc-fief, une diminution du prix du tabac et le contrôle des prix de la rogue, , etc. et élisent le même jour quatre délégués (Guillaume Moalic, François Gloaguen, Guillaume Cudennec, Guillaume Le Bihan), pour la représenter à l'assemblée du tiers état de la sénéchaussée de Quimper au printemps 1789.
La loi du 12 septembre 1791 « relative à la circonscription des paroisses du district de Pont-Croix » donne à la paroisse de Poullan comme succursale Tréboul.
Selon G. Lenotre, c'est au château de Kervern en Pouldavid (alors en Pouldergat), dont le régisseur était Chapuis de Boulair (et non au château de Kervenargan en Poullan) que les députés conventionnels proscrits Buzot, Pétion, Guadet, Barbaroux et Louvet auraient trouvé asile avant de tenter de fuir via Douarnenez le 30 mai 1793.
Pendant la Terreur, la chapelle Saint-They sert, comme la chapelle Saint-Vendal à Pouldavid, de lieu de refuge pour les prêtres réfractaires qui y célèbrent des messes clandestines suivies par de nombreux fidèles ; les recteurs de Poullan et de Pouldavid refusent de prêter serment à la Constitution civile du clergé. Un temps caché dans sa paroisse, le recteur de Poullan, Roland Le Bescond de Coatpont part en exil en Espagne à Bilbao ; il rentre en France en 1795 lors de l'expédition de Quiberon ; enfermé à la prison de Brest, il est déporté à l'Île de Ré le 29 juin 1798 et libéré le 11 mars 1800. L'ancien recteur de Poullan, entre 1748 et 1786, Pierre Raoulin, qui était resté dans la paroisse comme prêtre habitué après la nomination comme recteur de Roland Le Bescond de Coadpont qui était son neveu, fut également un temps emprisonné comme prêtre réfractaire avant d'être libéré en raison de son grand âge.
Le 4 pluviôse an III (23 janvier 1795) Jean-Louis Ollivier, instituteur à Poullan, écrit : « (...) Je n'ai eu que dix-huit élèves à mes écoles, dont il ne me reste actuellement que douze qui sont assidus à mes leçons. Depuis les glaces et la neige, six ont discontinué de s'y rendre ; tous les cultivateurs disent qu'ils ont un besoin urgent de leurs enfants pour la garde de leur bétail, ayant beaucoup de loups dans ce païs [pays] qui ont même dévoré depuis peu plusieurs bestiaux au métayer de Kernenargant ».

### LeXIXesiècle

#### Le filon de houille de Poullan
Le Chevalier de Fréminville écrit qu'au début du XIXe siècle on trouva à Poullan un filon de houille. « Deux puits et une galerie furent ouverts pour l'exploiter ; mais la réalité ne répondit point aux apparences ; le filon était si peu puissant qu'il ne pouvait faire espérer de couvrir seulement les frais de l'exploitation, et elle fut abandonnée ».

#### Poullan décrit en 1845
A. Marteville et P. Varin, continuateurs d'Ogée, décrivent ainsi Poullan en 1845 :

« Poullan : commune formée de l'ancienne paroisse de ce nom ; aujourd'hui succursale ; bureau des douanes à Tréboul. (...) Principaux villages : Tréboul, Kergoulinet, Lesconil, Kermelhir, Lannergat, Linguer, Kerinec, Kervigniec, Kervennec, Tréfrest. Maison principale : manoir de Tréota. Superficie totale : 3 638 hectares dont (...) terres labourables 887 ha, prés et pâturages 497 ha, vergers et jardins 10 ha, bois 122 ha, landes et incultes 2 009 ha (...). Moulins : 13 (de Golven, du Stang, du Neiscaouen, de Kerdannet, de Kernaveno, de Keredunic, à eau ; de Tréboul, de Lestrivin, du Cosquer, à vent). Poullan est une vaste commune ouverte de landes montagneuses et qui occupe presque tout le centre de la presqu'île de Crozon [les auteurs font erreur, de la presqu'île du Cap Sizun]. Le bourg est moins important par lui-même que le petit port de Tréboul, qui semblerait devoir faire partie de Douarnenez. (..) Entre Tréboul et Poullan, l'on rencontre plusieurs menhirs, dont le principal peut avoir 5,5 mètres d'élévation. Près du bourg est le vieux château de Kervénergan, ancienne maison seigneuriale, qui, en 1793, servit d'asyle aux conventionnels proscrits [probablement faux, voir partie "Révolution française"] . Barbaroux avait écrit, sur l'une des cheminées, des vers qu'il y a trente ou quarante ans on faisait voir aux touristes, mais qui ont disparu depuis. La route de Quimper à Audierne traverse cette commune de l'est à l'ouest. Géologie : constitution granitique au nord du bourg ; micaschiste au sud. On parle le breton. »

#### La scission de Tréboul
Le 29 septembre 1848 42 paroissiens de Tréboul adressèrent à l'Assemblée nationale une pétition ayant pour objet la séparation au point de vue communal de Tréboul et de Poullan.
Dès 1861, le Conseil général du Finistère évoque le malaise qui existe au sein de la commune de Poullan dont le bourg est le chef-lieu communal, mais dont Tréboul est devenu plus important et dirigeait en fait la commune (la section électorale de Tréboul élisait 14 conseillers municipaux, celle de Poullan 9 seulement). Une première solution est alors envisagée, celle de transférer le chef-lieu communal à Tréboul, mais elle n'aboutit pas.
Le 9 avril 1876, le conseil de fabrique de la paroisse de Tréboul demande la création d'une commune indépendante de celle de Poullan et le 1er janvier 1877, une pétition de 297 habitants appuya cette demande, Tréboul formant d'ailleurs déjà une section électorale distincte. Tréboul possède alors environ 2 500 habitants agglomérés, la plupart exerçant des professions liées à la mer, le reste de la commune de Poullan, essentiellement rural, 1 694 habitants. Tréboul est érigée en commune le 12 juillet 1880 ; les villages de Leïdé, Kerleyou, Kergoulinet, Kerdaniel, Penfoennec, Pénanalé et Kervroac'h, tout en faisant partie de la nouvelle commune de Tréboul, demeuraient en la paroisse de Poullan et y restèrent jusqu'au 10 février 1926, date à laquelle ils furent rattachés à la paroisse de Tréboul.

#### La voie ferrée Douarnenez-Audierne

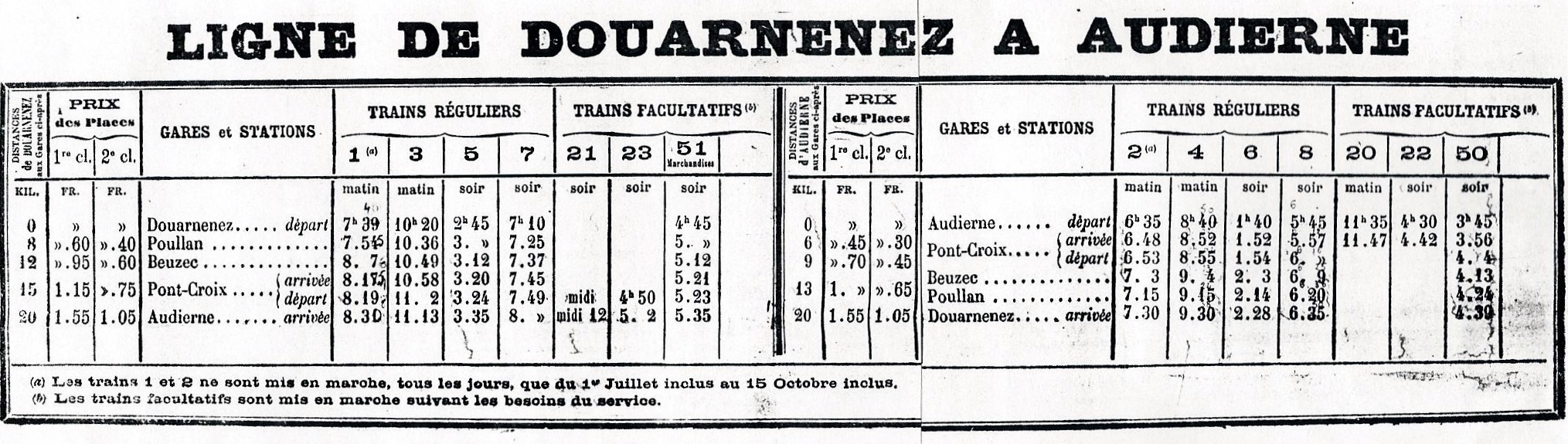
Les horaires de la ligne de chemin de fer Douarnenez-Audierne en 1896.

La ligne de chemin de fer de Douarnenez à Audierne, appartenant aux Chemins de fer départementaux du Finistère, déclarée d'utilité publique le 14 février 1891, mise en service le 29 janvier 1894, surnommée Ar Youter (youd en breton signifiant « bouillie », cette appellation se veut ironique : la « ligne des mangeurs de bouillie ») est ainsi décrite par Yvon Normant : « Ce petit chemin de fer à voie étroite rejoint Pont-Croix, puis se dirige vers Audierne en longeant le cours sinueux de la ria du Goyen. Il transporte touristes et marchandises. Certains jours, lors des fortes affluences pour la foire de Pont-Croix, on installe des bancs dans les wagons de marchandises. Les voyageurs bénéficient gracieusement du parfum des congres et des sardines, avant de renifler celui des porcs et des vaches sur la place du marché. (…) Un chargement trop lourd faisait patiner les roues de la petite locomotive dans les montées. Le conducteur demandait alors aux voyageurs de descendre en bordure de voie et de reprendre le convoi plus loin ». La ligne, longue de 20 km, ferma en 1946. Cette ligne ferroviaire avait un arrêt à Poullan et un autre à Beuzec. Elle recevait à Pont-Croix la ligne du train birinik venant de Pont-l'Abbé, pour une partie commune jusqu'à Audierne.

#### Poullan en 1889

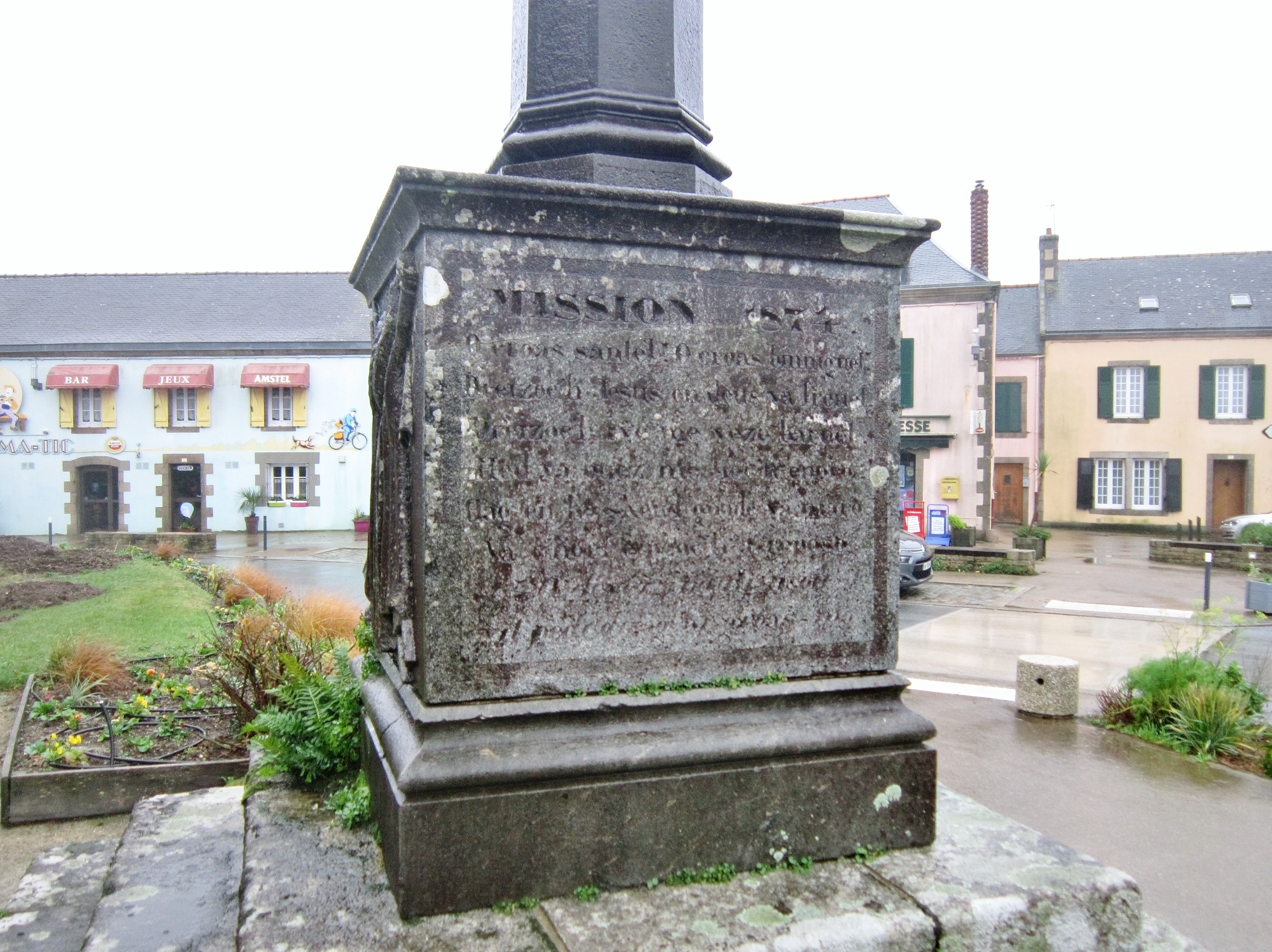
Texte en langue bretonne commémorant la mission paroissiale de 1874 (situé sur le socle du calvaire placé devant l'église Saint-Cadoan).

Benjamin Girard écrit en 1889 : « Située à 8 km de Douarnenez, la commune de Poullan est peu peuplée par rapport à son étendue ; la route nationale 165 la traverse dans sa partie méridionale. L'église paroissiale est une construction du XVIe siècle. À la sortie du bourg, qui n'a qu'une population agglomérée de 180 habitants, le manoir de Kervenargan montre, au milieu des arbres, ses cheminées et sa tourelle. (...) ».

#### Kervenargant décrit en 1899

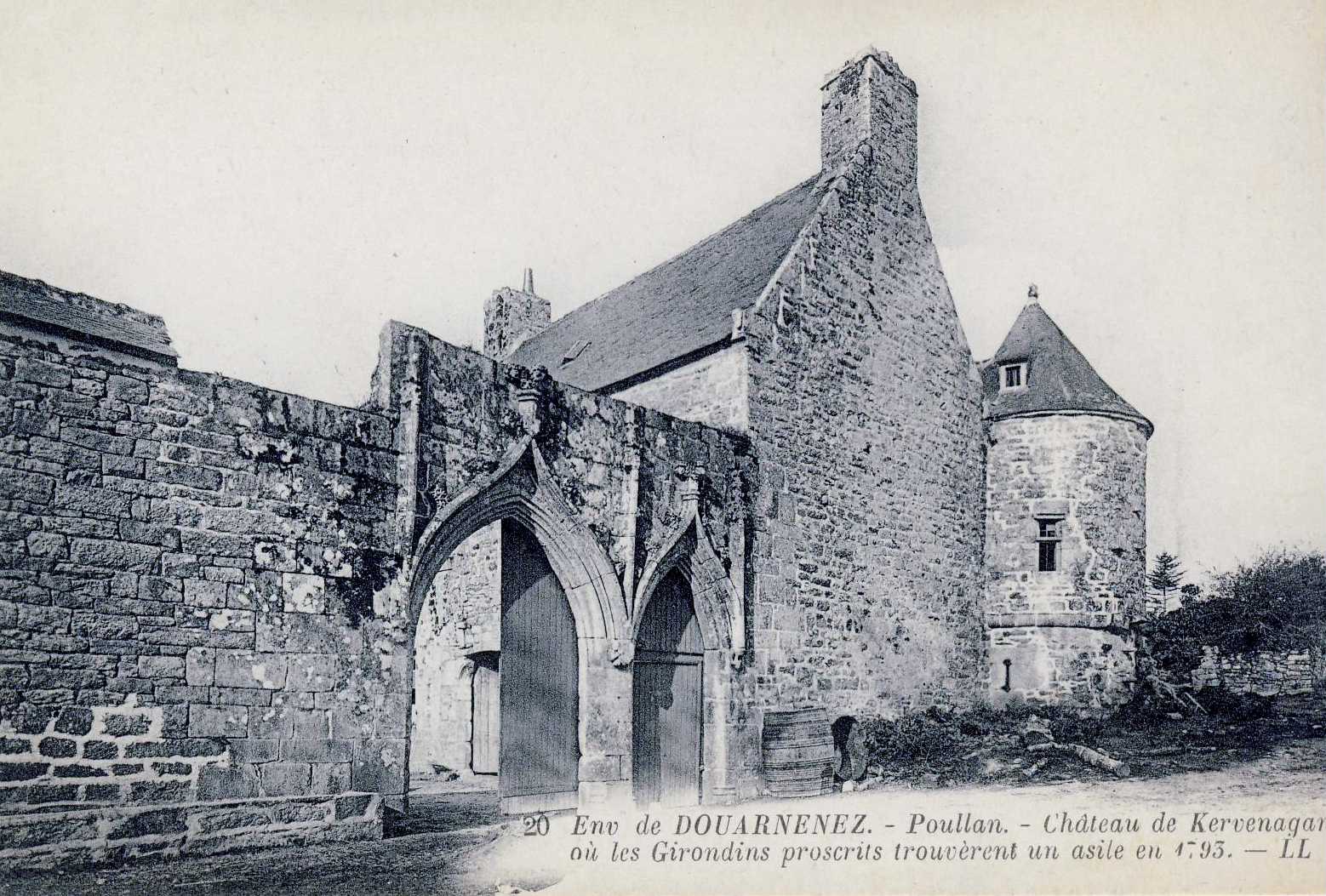
Le château de Kervenargant au début du XXe siècle (carte postale Léon & Lévy, avant 1913).

André Theuriet décrit ainsi Kervenargant en 1899 (il visita la région en 1881) : « Dans la grande lande onduleuse qui s'étend jusqu'à la pointe du Van il existe, au milieu d'un bois de pins, entre Poullan et Beuzec, un charmant manoir du quinzième siècle qui se nomme Kervenargan. Une solennelle avenue de vieux hêtres conduit au noble portail sculpté s'ouvrant sur la cour carrée, dont le corps de logis occupe deux côtés. C'est une intime et tranquille demeure, où tout parle des choses du vieux temps. Les pièces carrelées, garnies d'antiques meubles fabriqués à Pont-Croix, semblent garder sur leurs miroirs ternis le reflet des hôtes qui y ont vécu jadis ; le jardin clos de murs, foisonnant de fleurs démodées, exhale un pénétrant parfum d jasmins et de citronnelles. (...) ».
André Theuriet décrit ensuite longuement dans ce même texte la fuite des députés girondins proscrits qui auraient, selon lui, trouvé refuge dans ce château le 30 mai 1793 et évoque la propriétaire des lieux qui, très pieuse et sous l'emprise des prêtres, aurait cédé son château contre une très modeste rente viagère à une fondation qui y installa un orphelinat.
André Theuriet décrit aussi Kervenargant dans Le Portrait, un conte publié dans La Vie populaire en 1889.

### LeXXesiècle

#### La Belle Époque
Un arrêté préfectoral de janvier 1903 laïcise l'école des filles de Poullan.

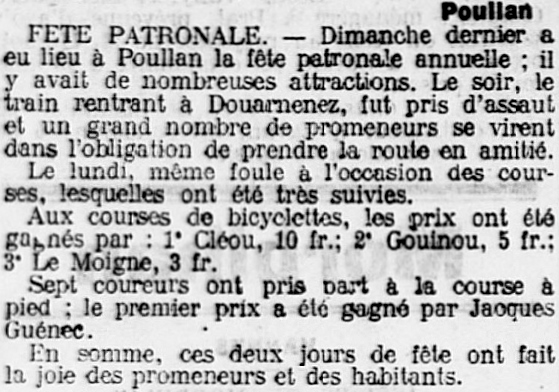
Le programme de la fête patronale de Poullan en août 1911.

Le manoir et la métaierie de Kervénargant, et plusieurs biens fonciers dépendant du manoir, situés sur les communes de Poullan et Meilars, furent mis en vente en 1906.
Le pardon de Poullan était fréquenté, notamment par les Douarnenistes, qui venaient en nombre, par exemple en 1903. La fête patronale annuelle durait deux jours comme en témoigne un article du journal L'Ouest-Éclair du 9 août 1911.
« Dimanche dernier c'était fête à Poullan. Beaucoup de monde s'y trouvait, mais c'était surtout des gens de la campagne, les paysans avec leurs larges chapeaux d'où pendent deux rubans de velours et leurs vestes vertes aux franges jaunes ou de velours noir ; les paysannes aux coiffes rigides et aux habits brodés. Il y avait foule à l'église et toute cette foule suivit la procession ».

#### La Première Guerre mondiale

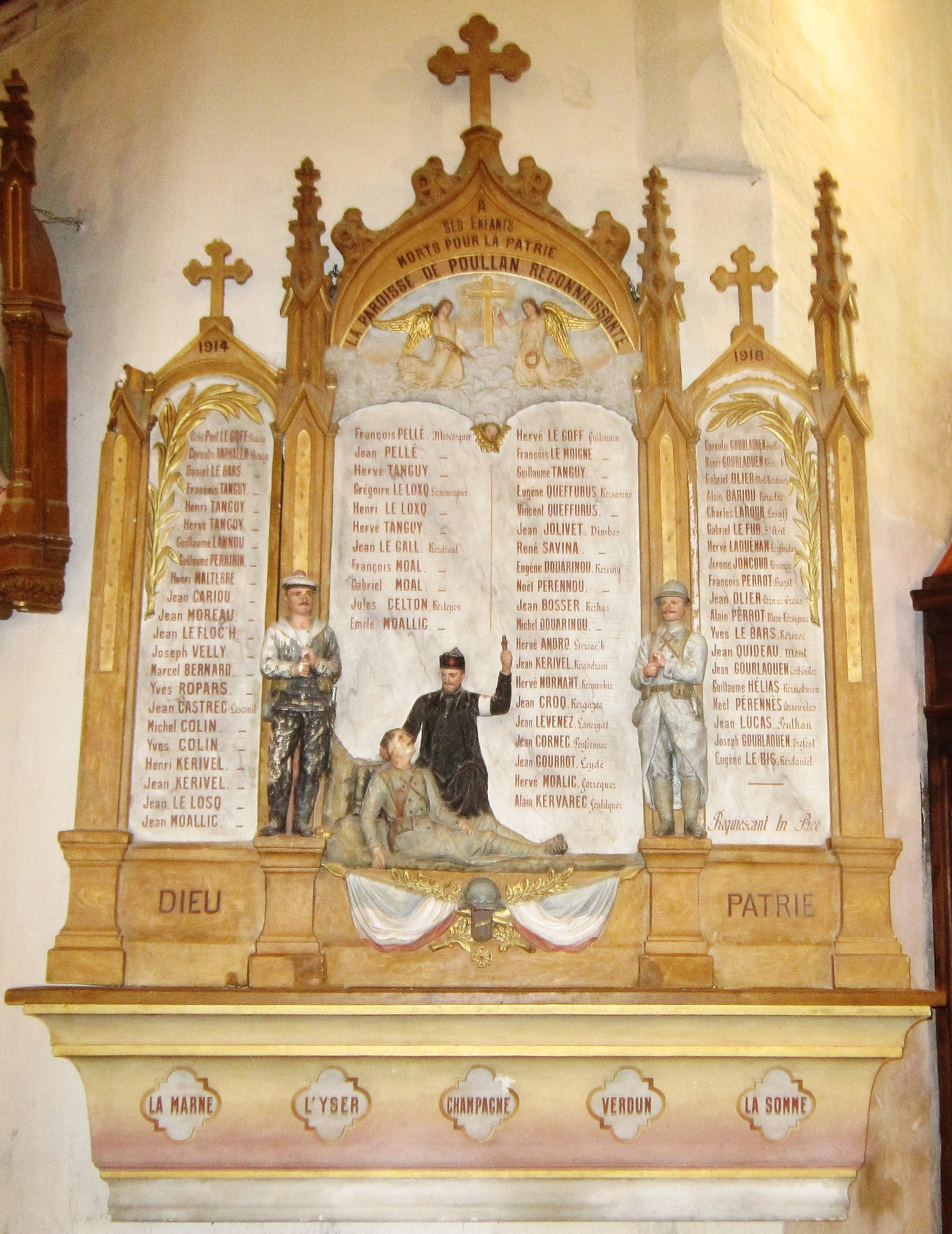
Église paroissiale Saint-Cadoan : plaque commémorative des morts de la Première Guerre mondiale.

Le monument aux morts de Poullan porte les noms de 65 soldats morts pour la France pendant la Première Guerre mondiale. Parmi eux 5 sont morts en Belgique, dont 2 (Marcel Bernard et Jean Pellé) à Maissin dès le 22 août 1914 et 1 (Hervé Tanguy) le même jour à Virton ; Eugène Queffurus à Nieuport en février 1915 et Joseph Gourlaouen à Westoutre le 18 juin 1918. Henri Le Loxq a été tué à l'ennemi le 10 mai 1915 en Turquie lors de la bataille de Sedd-Ul-Bahr. Les autres sont morts sur le sol français : parmi eux Jean Croq, Gabriel Le Fur, Henri Gourlaouen, Jean Le Gall et Joseph Velly, décorés de la médaille militaire et de la croix de guerre, Yves Marie Le Bars, Alain Perrot et Corentin Raphalen décorés de la croix de guerre ; Jean Jolivet, soldat au 118e régiment d'infanterie, mort des suites de ses blessures le 25 mars 1915 à Dernancourt (Somme) a reçu la Légion d'honneur. Eugène Pellé, maître chauffeur à bord du cuirassé Diderot est mort de maladie après l'armistice le 18 septembre 1919 à Port-Saïd (Égypte).

#### L'entre-deux-guerres
En 1922 un premier projet de translation du cimetière, jusque-là situé dans le placître autour de l'église n'aboutit pas, le conseil général du Finistère donnant un avis défavorable au choix du lieu proposé par la municipalité pour un nouveau cimetière, jugé trop rapproché de l'école et des maisons du bourg.

#### La Seconde Guerre mondiale

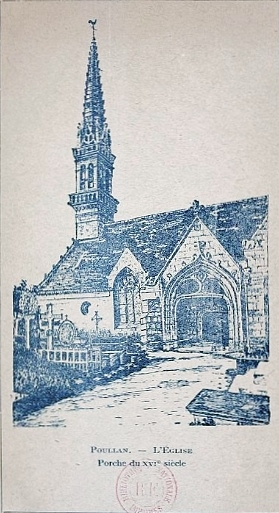
L'enclos paroissial de Poullan vers 1941 (dessin).

Henri Le Brun, secrétaire de mairie à Poullan, était, sous le surnom de La Fleur le chef du réseau local des FFI.
Le 7 juin 1944 un aviateur néo-zélandais, Robert Alexander O'Kane, membre du 53e escadron de la Royal Air Force, est tué, son avion B-24 Liberator abattu vraisemblablement par un sous-marin allemand.
Le monument aux morts de Poullan porte les noms de 13 personnes mortes pour la France pendant la Seconde Guerre mondiale. Parmi elles : Adolphe Moalic, cuirassier au 1er régiment de cuirassiers, mort à Buissonville (Belgique) le 12 mai 1940 ; Henri Pichavant, soldat au 437e régiment de pionniers, mort le 9 juin 1940 à Saint-Saëns (Seine-Maritime) ; Jean Kérivel, soldat au 47e régiment d'infanterie, mort le 11 juin 1940 à Courtemont-Varennes (Aisne), tous trois lors de la débâcle française de 1940 ; François Castrec, second maître mécanicien à bord du cuirassé Bretagne, mort lors de l'attaque anglaise de Mers el-Kébir le 3 juillet 1940 ; Jean Pellay, mort le 8 mars 1942 à Krefeld et Jean Le Moal, mort le 12 mars 1942 à Stettin-Kreckow alors qu'ils étaient prisonniers de guerre en Allemagne ; l'abbé Louis Conan, vicaire à Poullan, exécuté par les Allemands à Poullan le 8 août 1944.
La stèle commémorative de Len-a-Voa, située le long de la route départementale 7, honore la mémoire de 6 résistants FTPF (Corentin Pérennes, Émile Le Corre, André Trividic. Marcel Le Coz, Hervé Kergoat, Pierre Guénadou) revenant des combats de Lesven en direction de Tréboul et malheureusement tués par l'aviation américaine (l'attaque fit aussi 14 blessés) qui les confondit avec des soldats allemands car les résistants s'étaient coiffés de casques allemands.

#### L'après Seconde Guerre mondiale
Joseph Blanchard, capitaine au 2e régiment d'infanterie est mort pour la France le 20 avril 1960 à Dou Hadj (Grande Kabylie) pendant la guerre d'Algérie ; il a été décoré de la Légion d'honneur, de la croix de guerre et de la croix de la Valeur militaire.

### LeXXIesiècle
Le système d'épuration des eaux installé depuis 2003 (les deux stations de lagunage de Keraël et Leslan où transitaient les eaux usées avant leur rejet dans le ruisseau du Yun) étant défaillant, des travaux de raccordement à la station de Poulig an Aod, de Douarnenez Communauté, sont entrepris en 2020.

## Langue bretonne
- L’adhésion à la charte Ya d'ar brezhoneg a été votée par le Conseil municipal le 18 mai 2013.

## Politique et administration
| Période                                  | Période      | Identité                        | Étiquette | Qualité                                                                            |
| ---------------------------------------- | ------------ | ------------------------------- | --------- | ---------------------------------------------------------------------------------- |
| 1790                                     | 1801         | Guillaume Laouénan              |           | Cultivateur.                                                                       |
| 1801                                     | 1829         | Daniel Mathieu Kerdréach (père) |           | Négociant et armateur.                                                             |
| 1829                                     | 1835         | Pierre Havas                    |           | Négociant. Vivait à Tréboul.                                                       |
| 1835                                     | 1859         | Daniel Mathieu Kerdréach (fils) |           | Fils de Daniel Mathieu Kerdréach, maire avant 1829. Propriétaire.                  |
| 1859                                     | 1860         | Georges Treuttel                |           | Notaire. Aussi maire de Tréboul entre 1872 et 1876.                                |
| 1860                                     | 1869         | Étienne Henry                   |           | Receveur des douanes.                                                              |
| 1869                                     | 1876         | Georges Treuttel                |           | Déjà maire en 1859-1860.                                                           |
| 1876                                     | 1880         | Auguste Chancerelle             |           | Industriel et conserveur. Il fut ensuite maire de Tréboul entre 1900 et 1908.      |
| 1880                                     | 1885         | Gustave Le Guillou-Penanros     |           | Notaire. Conserveur. Maire de Douarnenez entre 1849 et 1852 et entre 1860 et 1865. |
| 1885                                     | 1896         | Raphaël Beleguic                |           | Industriel (fabrication de filets de pêche) à Douarnenez.                          |
| 1896                                     | 1908         | Jean Larour                     |           | Cultivateur.                                                                       |
| 1909                                     | 1912         | Jacques Moalic                  |           | Cultivateur.                                                                       |
| 1912                                     | 1935         | Louis Le Bars                   |           | Marin.                                                                             |
| 1935                                     | 1947         | Alain Tanguy                    |           |                                                                                    |
| 1947                                     | 1959         | Daniel Bescond                  |           | Cultivateur.                                                                       |
| 1959                                     | 1977         | Luc Robet                       |           | Résistant et déporté pendant la Seconde Guerre mondiale.                           |
| 1977                                     | 2008         | Jean Le Gall                    |           | Cultivateur.                                                                       |
| 2008                                     | 29 mars 2014 | Martine Le Goff                 |           |                                                                                    |
| 29 mars 2014                             | 27 mai 2020  | Jean Kérivel                    | DVG       | Agriculteur                                                                        |
| 27 mai 2020                              | janvier 2024 | Christian Grijol                |           | Démissionne en janvier 2024 pour raisons personnelles.                             |
| 21 avril 2024                            | En cours     | Marie-Pierre Bariou             |           |                                                                                    |
| Les données manquantes sont à compléter. |              |                                 |           |                                                                                    |

## Démographie
L'évolution du nombre d'habitants est connue à travers les recensements de la population effectués dans la commune depuis 1793. Pour les communes de moins de 10 000 habitants, une enquête de recensement portant sur toute la population est réalisée tous les cinq ans, les populations de référence des années intermédiaires étant quant à elles estimées par interpolation ou extrapolation. Pour la commune, le premier recensement exhaustif entrant dans le cadre du nouveau dispositif a été réalisé en 2006.
En 2022, la commune comptait 1 460 habitants, en évolution de −3,69 % par rapport à 2016 (Finistère : +2,16 %, France hors Mayotte : +2,11 %).
| 1793  | 1800  | 1806  | 1821  | 1831  | 1836  | 1841  | 1846  | 1851  |
| ----- | ----- | ----- | ----- | ----- | ----- | ----- | ----- | ----- |
| 1 788 | 1 933 | 1 880 | 2 182 | 2 558 | 2 773 | 2 997 | 3 204 | 3 130 |

| 1856  | 1861  | 1866  | 1872  | 1876  | 1881  | 1886  | 1891  | 1896  |
| ----- | ----- | ----- | ----- | ----- | ----- | ----- | ----- | ----- |
| 3 223 | 3 360 | 3 616 | 3 749 | 4 209 | 1 585 | 1 672 | 1 704 | 1 732 |

| 1901  | 1906  | 1911  | 1921  | 1926  | 1931  | 1936  | 1946  | 1954  |
| ----- | ----- | ----- | ----- | ----- | ----- | ----- | ----- | ----- |
| 1 749 | 1 827 | 1 831 | 1 710 | 1 624 | 1 502 | 1 402 | 1 290 | 1 282 |

| 1962  | 1968  | 1975  | 1982  | 1990  | 1999  | 2006  | 2011  | 2016  |
| ----- | ----- | ----- | ----- | ----- | ----- | ----- | ----- | ----- |
| 1 179 | 1 085 | 1 269 | 1 586 | 1 627 | 1 517 | 1 489 | 1 548 | 1 516 |

| 2021  | 2022  | - | - | - | - | - | - | - |
| ----- | ----- | - | - | - | - | - | - | - |
| 1 472 | 1 460 | - | - | - | - | - | - | - |

- Juillet 1880, séparation du quartier de Tréboul, érigé en commune distincte, de la commune de Poullan.

## Monuments
- L'allée couverte de Lesconil, appelée en breton Ty-ar-c'horriged (la Maison des korrigans) : il s'agit d'un site mégalithique datant du IVe millénaire avant notre ère, et présentant la particularité d'une allée couverte arc-boutée.

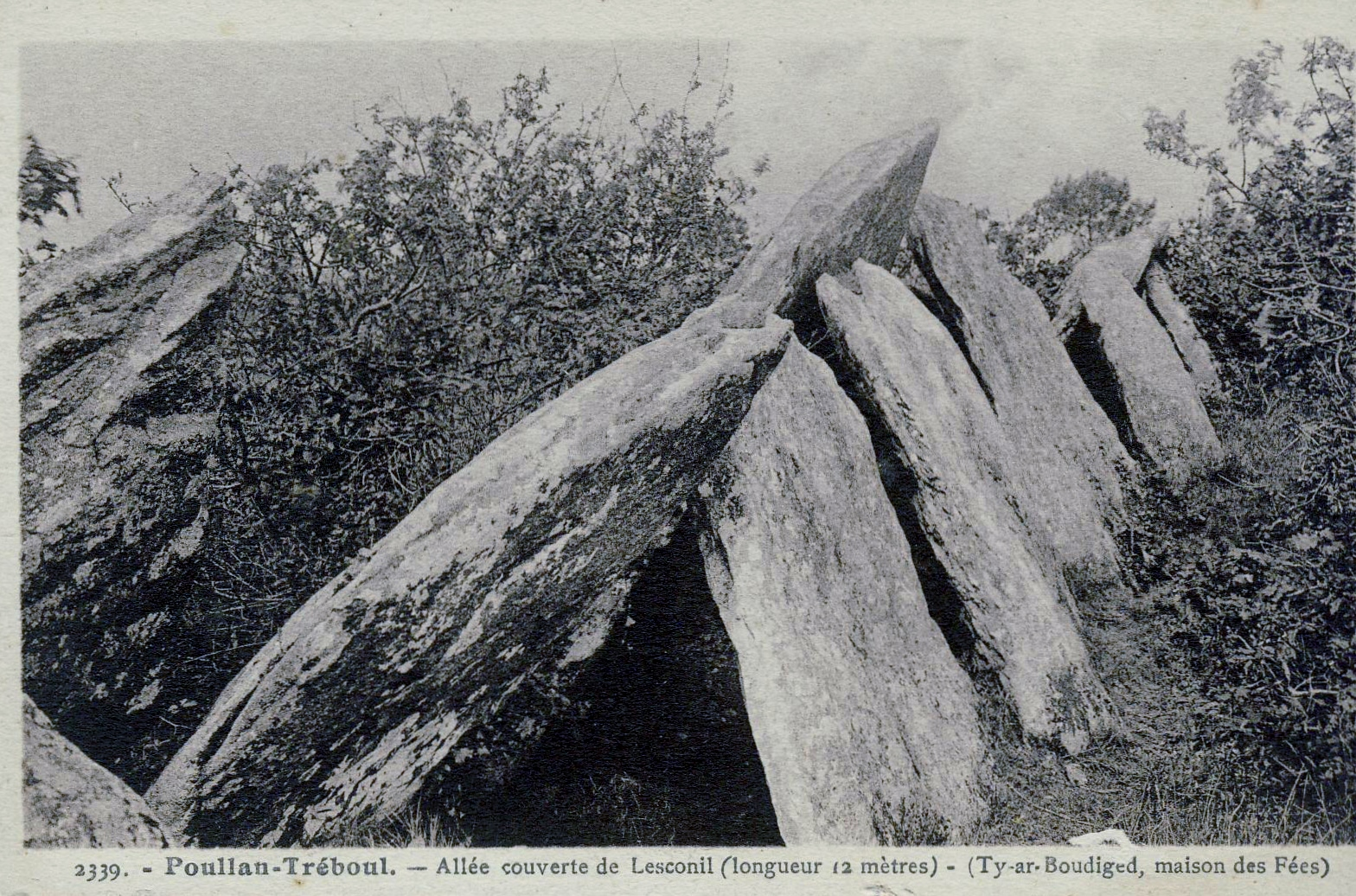
L'allée couverte de Lesconil , appelée en breton Ty-ar-c'horriged (la Maison des korrigans) ; carte postale, vers 1900.

- La chapelle Notre-Dame-de-Kérinec : sa construction s'échelonne du XIIe siècle au XVIIIe siècle.

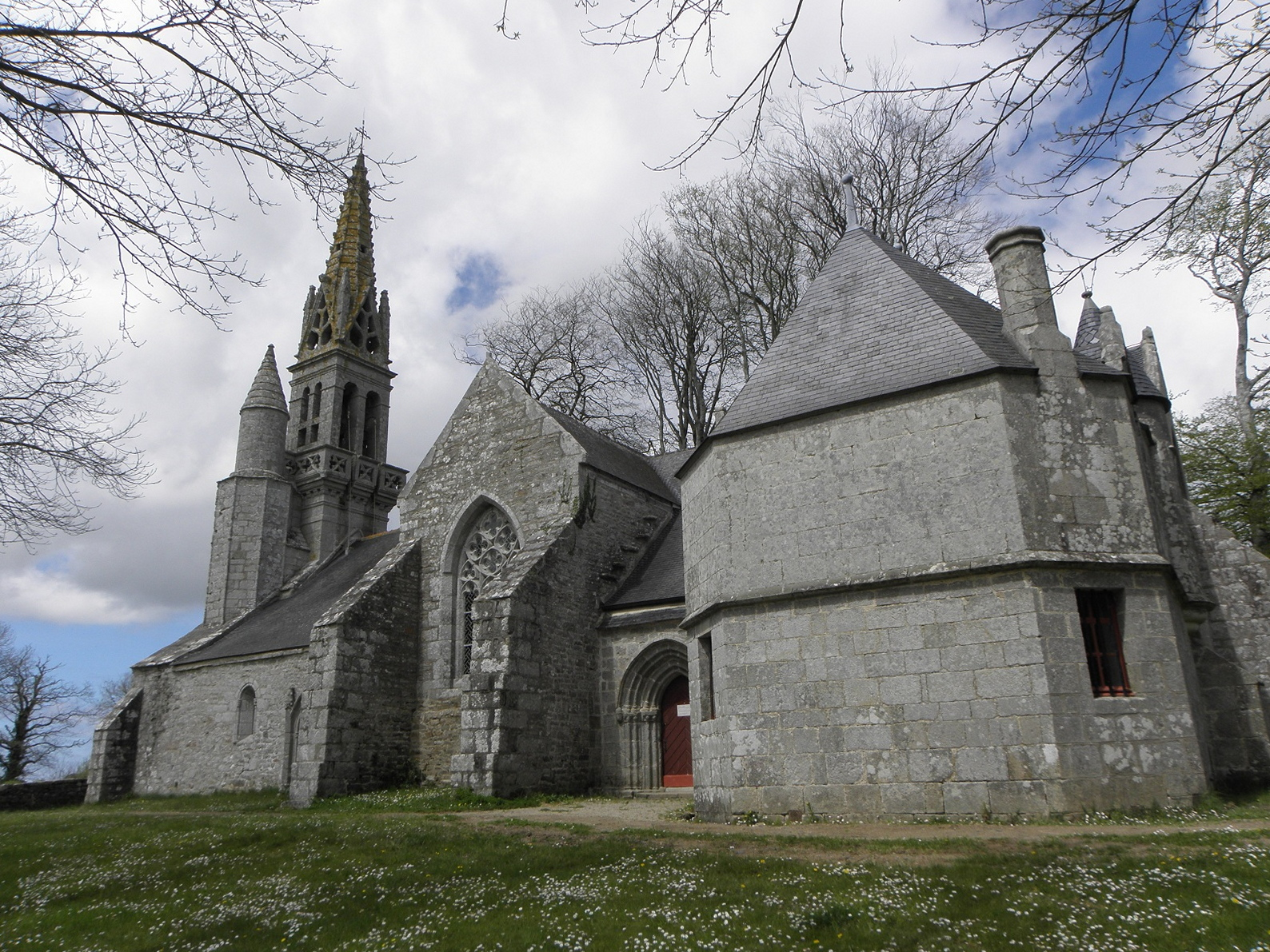
La chapelle Notre-Dame-de-Kérinec.

- L'église paroissiale Saint-Cadoan : elle est peut-être dédiée à saint Cadou, mais elle pourrait aussi être dédiée à un autre saint quasi inconnu, saint Cadoan, qui serait l'un des trois fils, plus connu sous le nom de saint Guéthénoc, un fils de sainte Gwenn. Plusieurs églises se sont succédé à travers le temps : plusieurs dates gravées indiquant des années comprises entre 1591 et 1595 et associées à des marques de fabricien témoignent qu'elle fut reconstruite à la fin du XVIe siècle, probablement après avoir été détruite par le brigand Guy Éder de La Fontenelle dont le repaire se trouvait alors dans l'Île Tristan ; le porche méridional porte le blason de la famille Ty Varlen qui aurait alors participé à la reconstruction de l'église. Sous le clocher, un bas-relief représente un navire marchand (un autre, daté de 1628, est représenté à l'intérieur de l'église), ce qui illustre la prospérité du port voisin de Tréboul à cette époque dont les marchands auraient participé à un réaménagement de l'église au début du XVIIe siècle. L'église fut à nouveau largement remaniée au début du XVIIIe siècle. En forme de croix latine, elle comprend une nef à quatre travées avec bas-côtés et deux chapelles formant un faux transept ; son chœur a un chevet à pans coupés. Une stèle datant de l'Âge du fer a été réinstallée dans l'enclos paroissial[64].

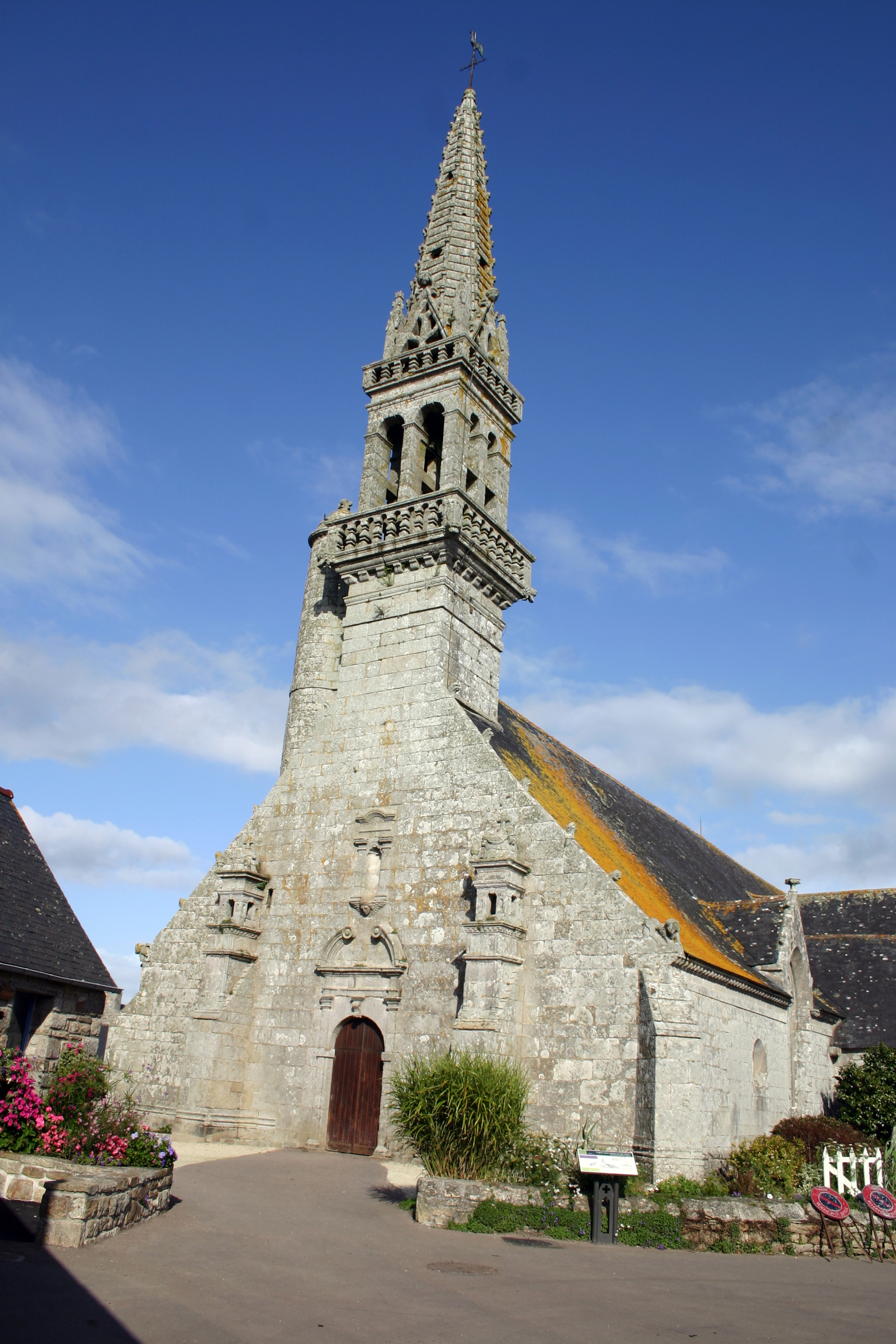
Poullan-sur-Mer : église paroissiale Saint-Cadoan, vue d'ensemble de façade avant.
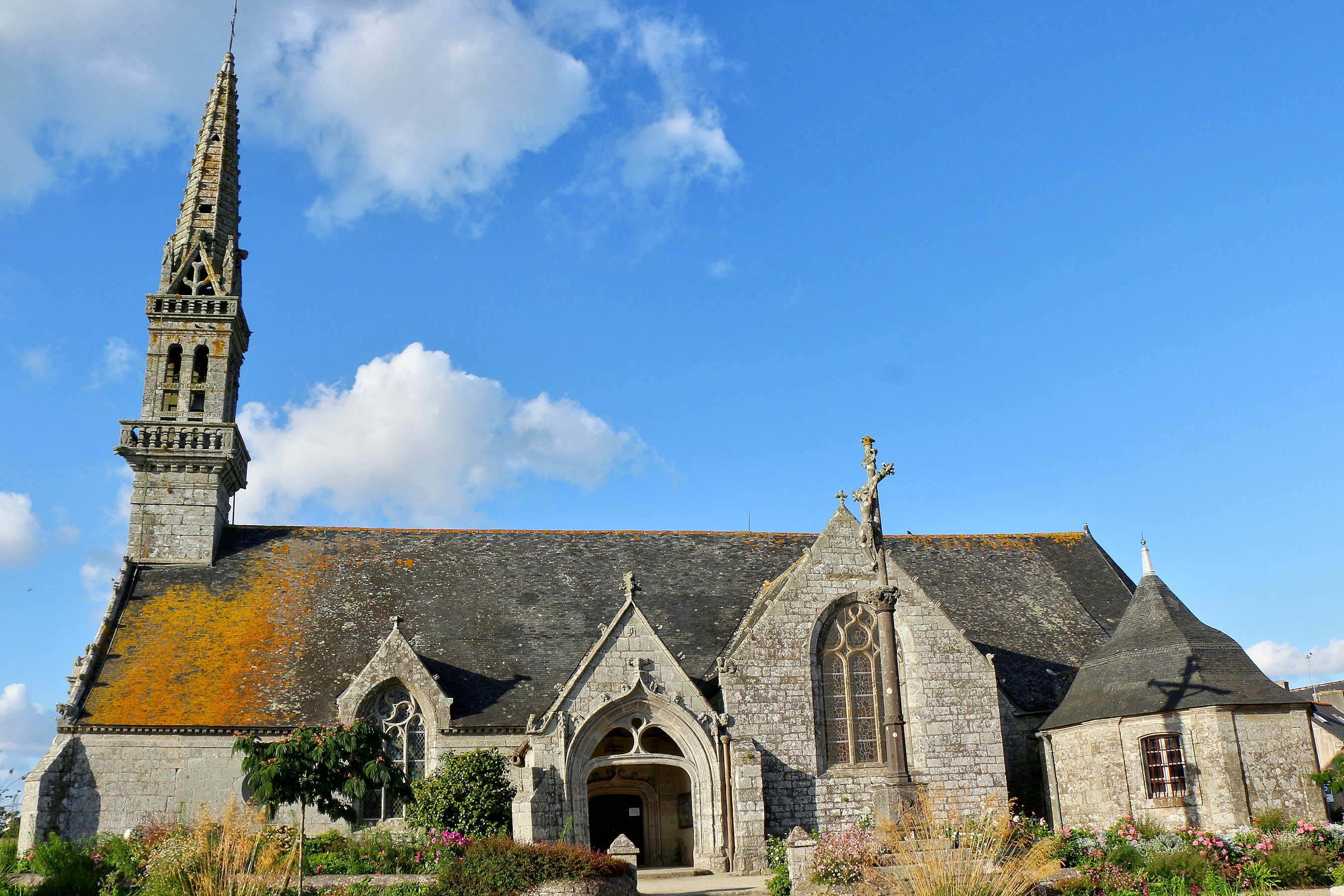
Poullan-sur-Mer : église paroissiale Saint-Cadoan, vue du côté sud.
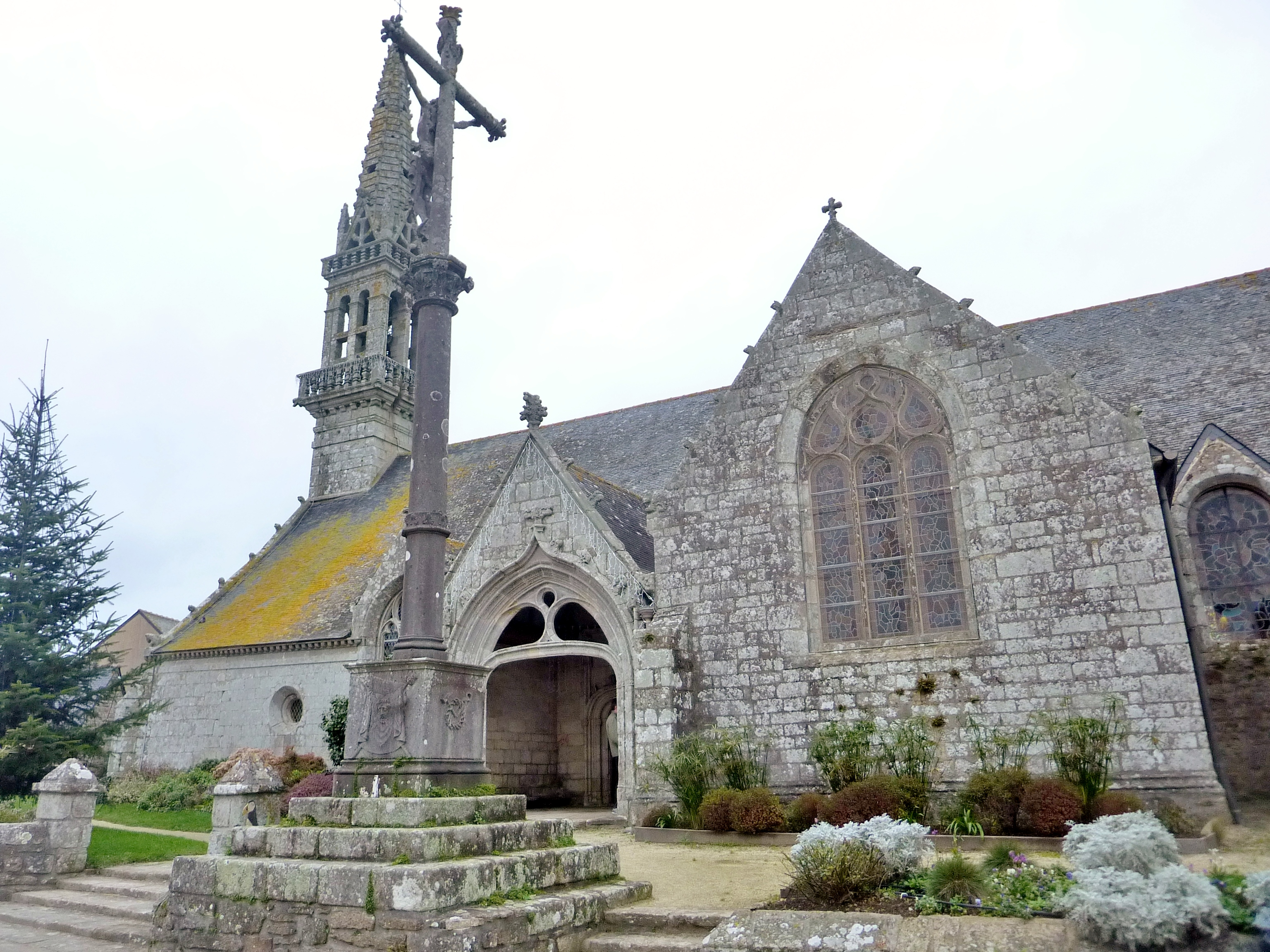
Poullan-sur-Mar : l'église paroissiale Saint-Cadoan et son calvaire.
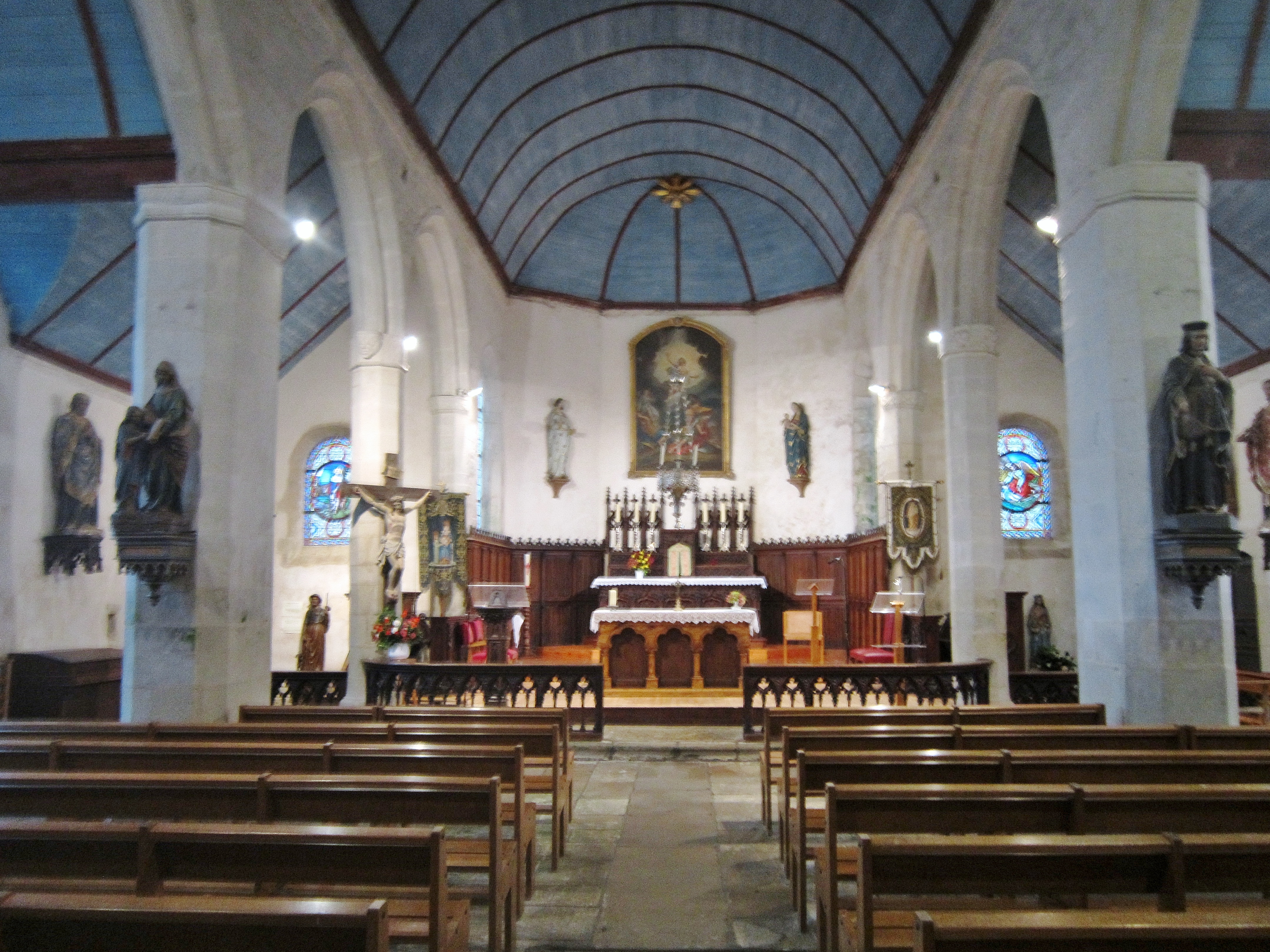
Poullan-sur-Mer : église paroissiale Saint-Cadoan, vue intérieure d'ensemble.
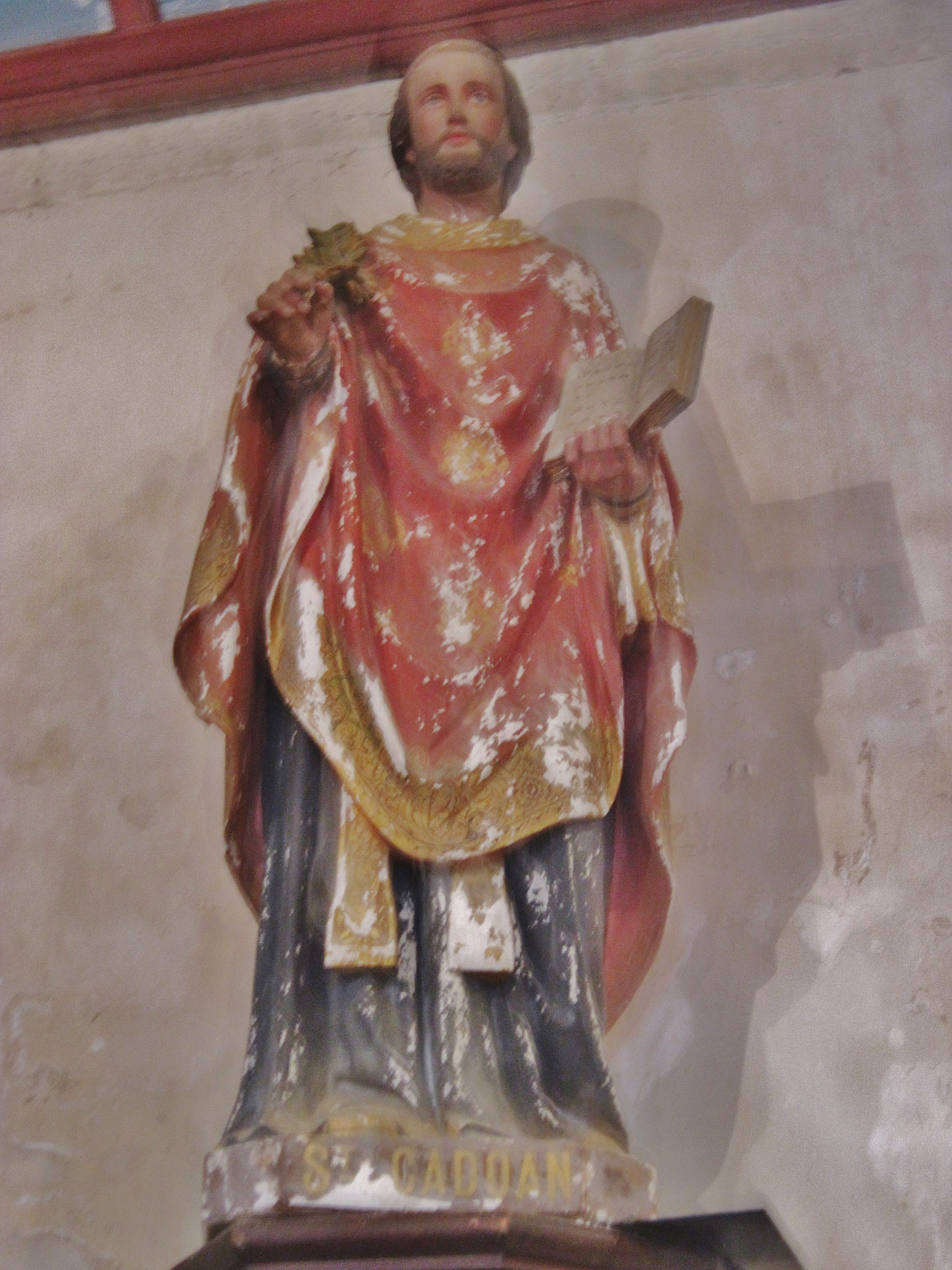
Poullan-sur-Mer : église paroissiale Saint-Cadoan, statue de saint Cadoan.
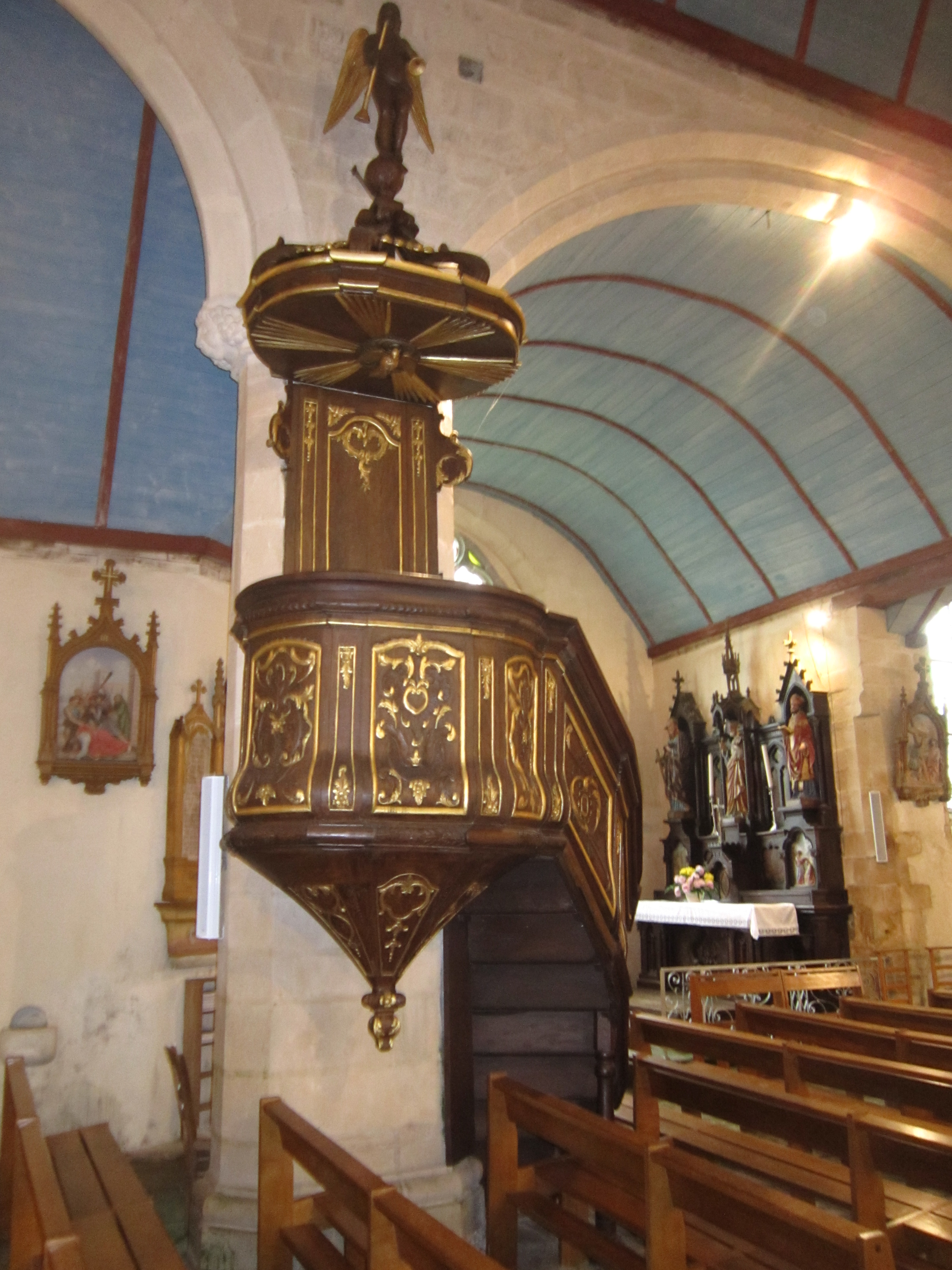
Poullan-sur-Mer : église paroissiale Saint-Cadoan, la chaire à prêcher.
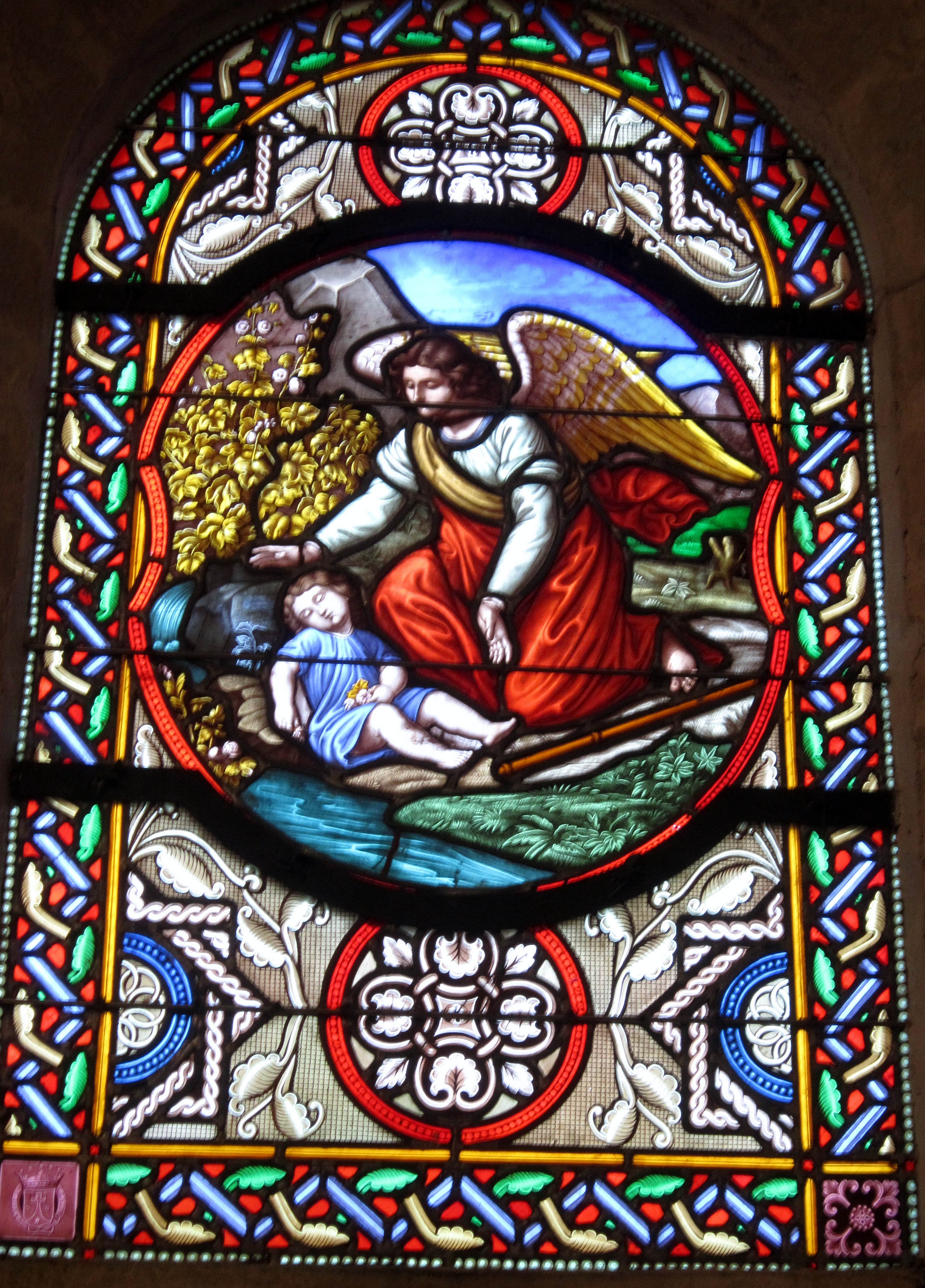
Poullan-sur-Mer : église paroissiale Saint-Cadoan, vitrail de l'Ange gardien.
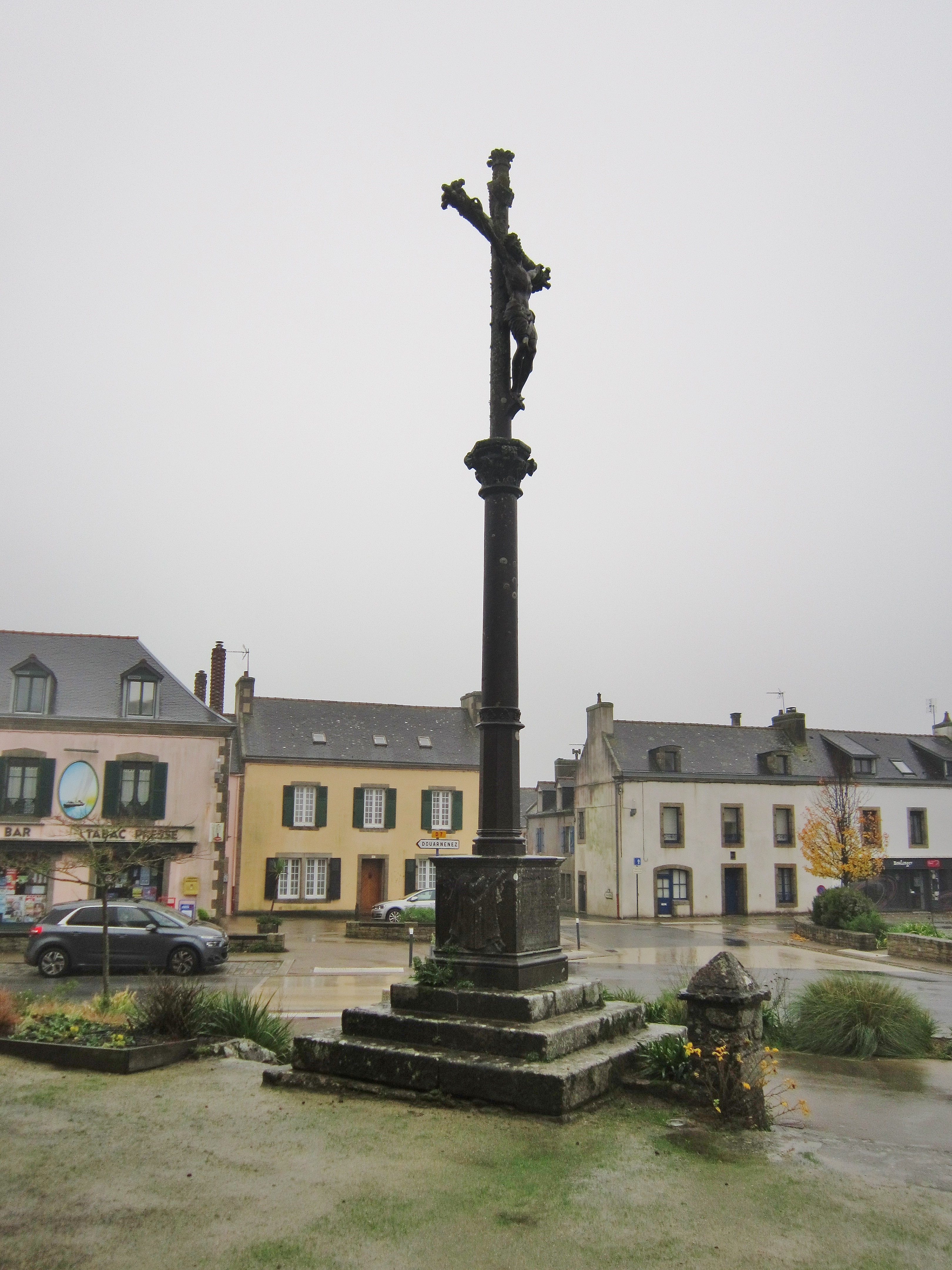
Poullan-sur-Mer : le calvaire devant l'église paroissiale Saint-Cadoan.

- La chapelle Saint-They[65]. Cette chapelle, qui se trouve dans un vallon boisé, est dédiée à saint They, un saint peu connu du début du IVe siècle qui aurait été un disciple de saint Guénolé à l'abbaye de Landévennec[66]. Le calvaire date de 1577 ; la chapelle, reconstruite en 1766, date initialement au moins du XVIe siècle.

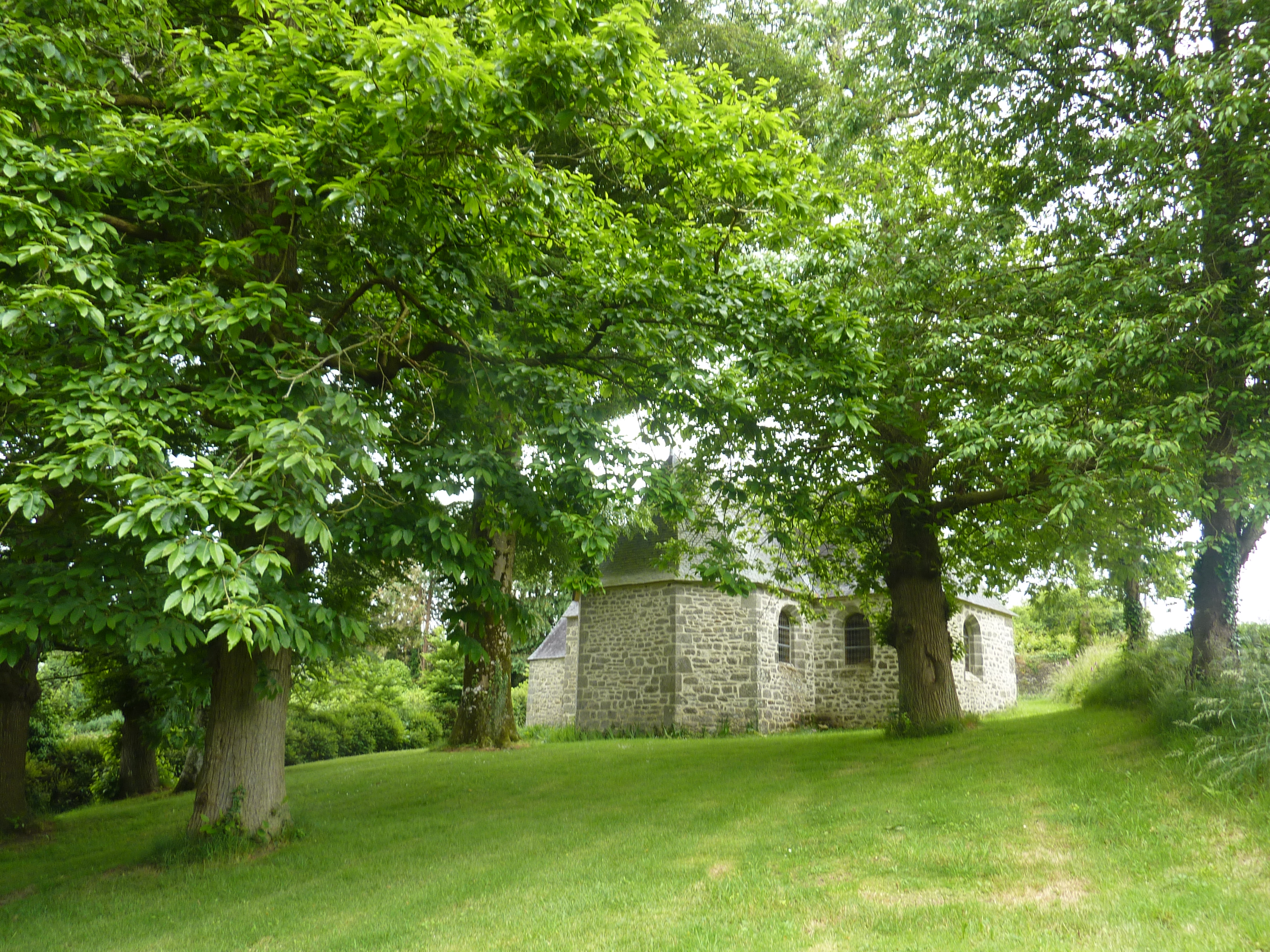
Poullan-sur-Mer : la chapelle Saint-They au milieu de son placître arboré.
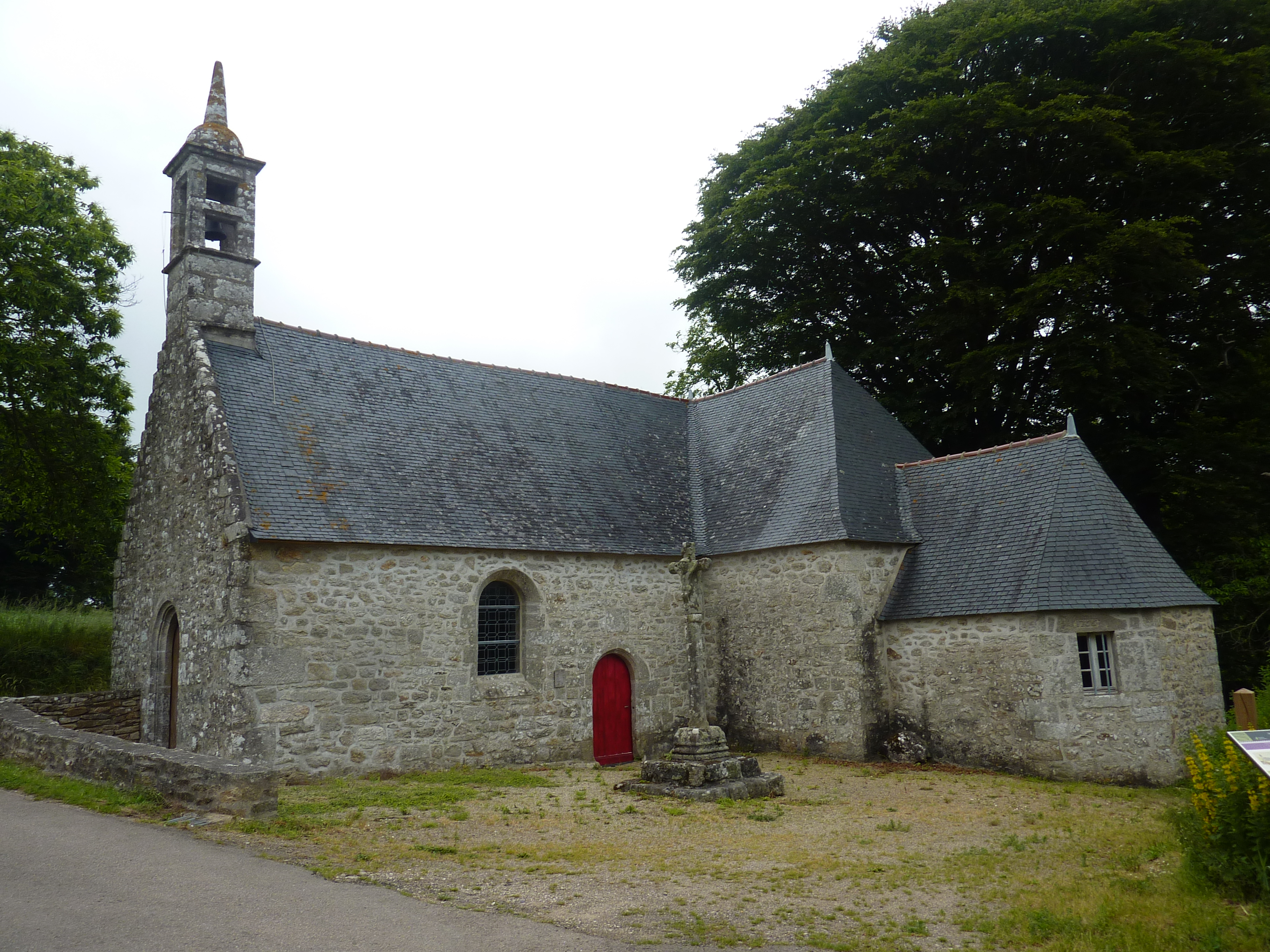
Poullan-sur-Mer : chapelle Saint-They, vue extérieure d'ensemble.
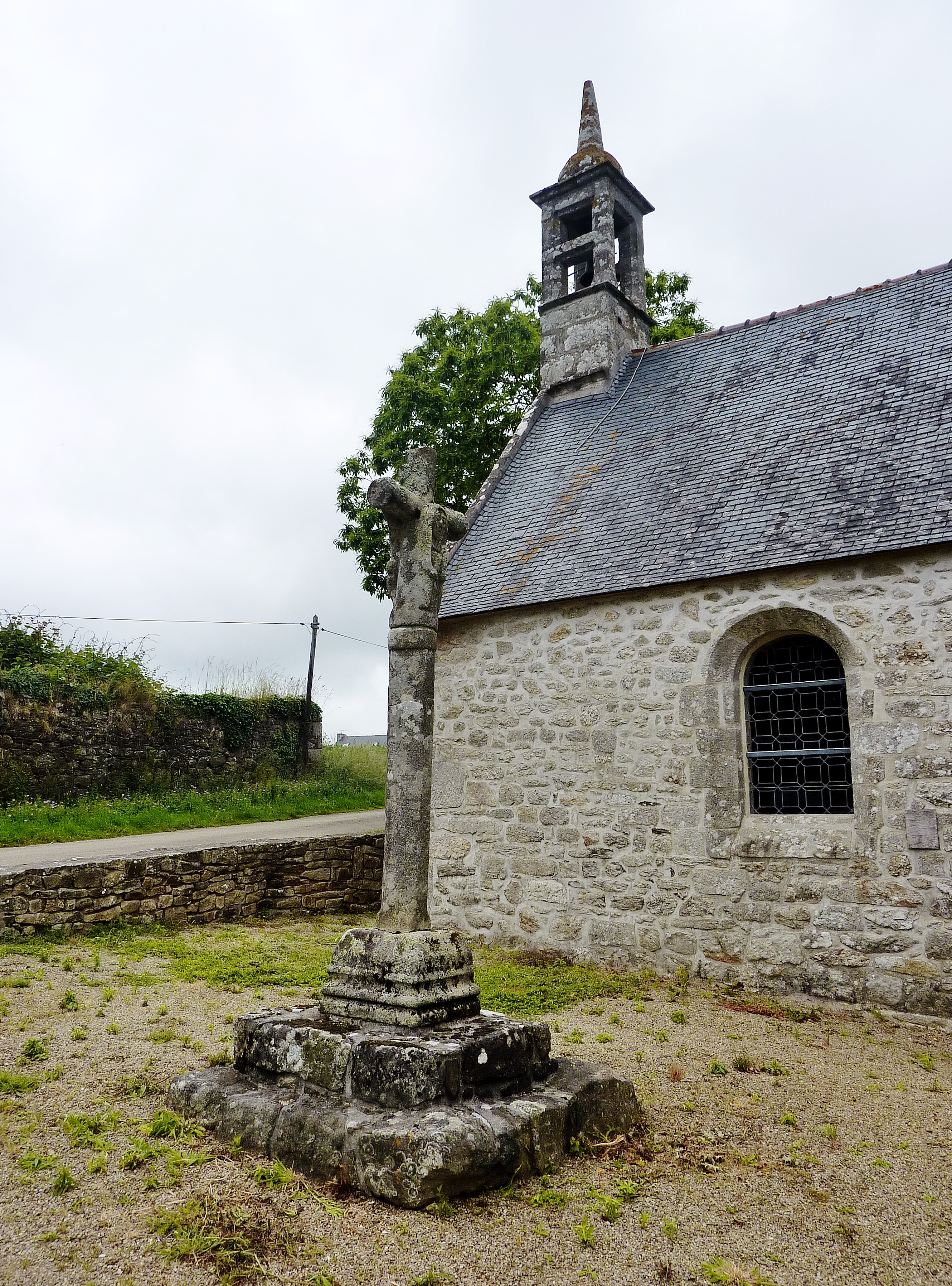
Poullan-sur-Mer : chapelle Saint-They, le calvaire et le clocher.
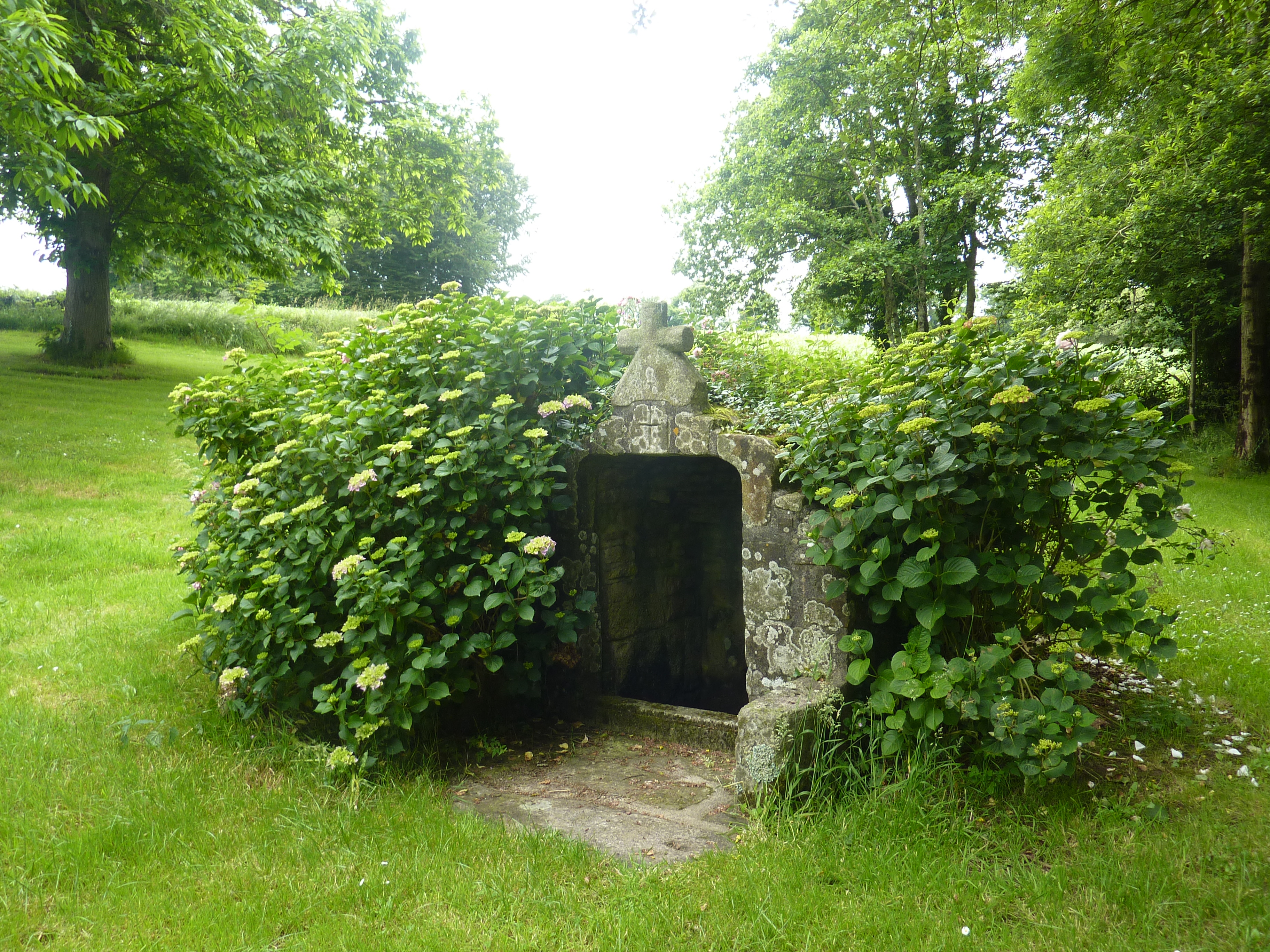
Poullan-sur-Mer : chapelle Saint-They, fontaine à dévotion.

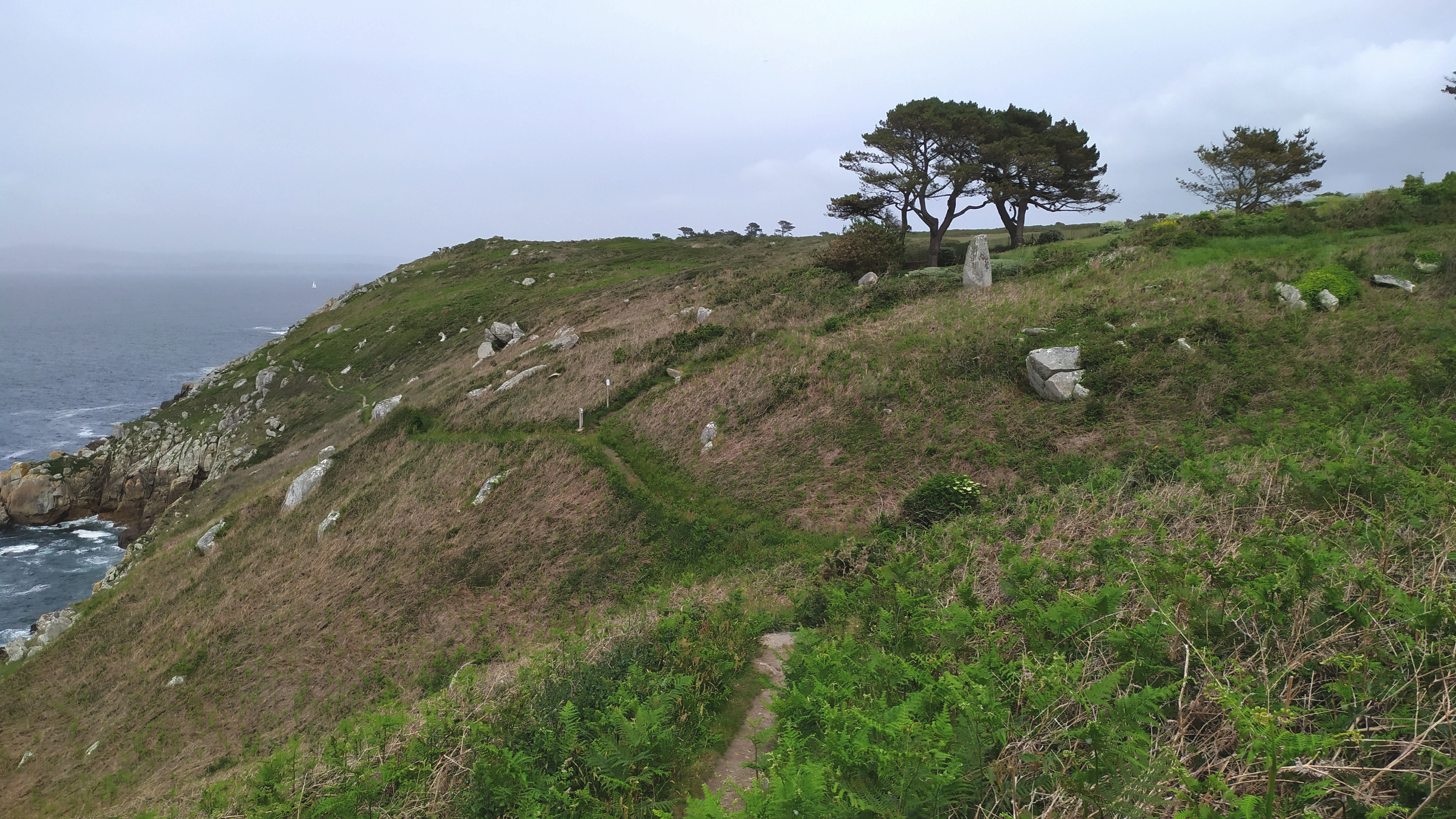
Littoral de Kergavan en Poullan-sur-Mer. Un des deux menhirs de Kergavan est visible sur les hauteurs.

- De nombreux monuments mégalithiques du néolithique[67] sont sur le territoire de la commune (dont le dolmen et le menhir de Lésaff, dits aussi de la Chapelle de Kerinec).
- L'ancien presbytère (maintenant le centre socio-culturel)
- Le sentier littoral (une partie du GR 34) allant de Douarnenez à la Pointe du Van, est long d’une cinquantaine de kilomètres et il faut une douzaine d’heures à de bons marcheurs pour le parcourir. Très accidenté, en tout l’addition des dénivelés dépasse 2 000 mètres) ce sentier permet de découvrir les pointes de Leydé, de la Jument, du Millier, de Beuzec, de Luguénez, de Brézellec et du Van (avec sa chapelle Saint-They), les éperons barrés de Castel-Meur et de Kastel-Koz (Castel Coz), Pors Lanvers , Pors Péron et Pors Théolenn, la réserve naturelle de Goulien-Cap Sizun, le phare du Millier (qui accueille l’été des expositions), Ti Félix (maison achetée et restaurée par la commune de Goulien).

## Sports & Associations
- L'équipe de football de Poullan-sur-Mer est appelée « Les Gars de Poullan », elle évolue en D2 (amateur).
- Poullann Aïkido, pratique de l'Aïkido et du Iaido, club fondé en 2004 (ULAMIR/FFST/Association internationale d'Aïkido traditionnel du Japon).
- L'Ulamir centre social du Goyen, est une association d'animation et de développement en milieu rural.
- Le comité de courses organise deux à trois courses cyclistes chaque année.
- L'Assoce Tomate : association locale organisant des manifestations culturelles et un tournoi de football réunissant une vingtaine d'équipes venues se confronter au rythme de la musique, le « Foot System ».

## Personnalités liées à la commune
- Eugène Belleguic (né le 24 mai 1809 à Poullan, décédé le 25 mars 1878 à Brest), officier de la Légion d'honneur, capitaine de frégate, inventeur et précurseur dans le domaine de l'hydrodynamique notamment, socialiste utopique (fouriériste)[68].
- Yvon Crocq[Note 29], écrivain en langue bretonne.
- Jean-Marie Gustave Le Clézio, prix Nobel de littérature 2008, réside à Poullan.
- Luc Robet, maire de Poullan entre 1959 et 1977. Résistant, déporté à Neuengamme. Officier de la Légion d'honneur, officier de la Résistance, croix de guerre 1939-1945.
- Jean Le Gall, maire de Poullan de 1977  à 2008. Chevalier de la Légion d'honneur, chevalier du mérite agricole. Cofondateur de la Maison familiale de Poullan en 1963.
- Joseph Blanchard, militaire. Officier de la Légion d'honneur.

## Roman
- André Theuriet a publié en 1887 un roman Contes de la vie de tous les jours. Les œillets de Kerlaz dans lequel il raconte la vie d'Anne de Ploudaniel qui vivait au manoir de Kerlaz en Poullan[69]. En voici les premières lignes :

« Elle se nommait Anne de Ploudaniel et vivait avec son père au manoir de Kerlaz, dans un pays perdu en pleine sauvagerie, entre Douarnenez et le raz de Sein. Le manoir, bâti à la fin du XVIe siècle, tourne le dos à l'océan, dont il est séparé par une lieue de landes et par des bois de pins qui le protègent contre le vent de mer. Une longue avenue de hêtres centenaires, recourbés en voûte au-dessus du chemin herbeux, descend du village de Poullan jusqu'à la grande porte tréflée de la cour (...) »

## Chanson traditionnelle
- Le carnaval de Poullan, vieille chanson bretonne (ce serait le récit d'un événement survenu à Poullan vers 1720 concernant trois jeunes gens ivres, dont deux masqués de peaux de bête, qui parcouraient le village lorsque la foudre tomba ; les gens furent épouvantés)[29].